# チャック・ノリス
チャック・ノリス（英: Chuck Norris、1940年3月10日 - ）は、アメリカ合衆国の武術家、俳優、映画製作者、作家、政治評論家、実業家、社会運動家。本名はカルロス・レイ・ノリス（Carlos Ray Norris）。

## 概要
1958年にアメリカ空軍に入隊、軍隊内に初の空手スクールを開く。退役後は32の空手道場を開設、競技者として30を超える国内トーナメントを制覇した。国際大会では世界プロフェッショナル空手選手権ミドル級チャンピオンのタイトルを6年間保持し、無敗のまま競技生活を終える。生涯戦績は195戦183勝10敗2分。
タイトル防衛2年目1968年の世界大会では全階級制覇（トリプル・クラウン）を達成し、ブラックベルトマガジン誌でファイター・オブ・ザ・イヤーを受賞する。1975年にインストラクター・オブ・ザ・イヤー、1977年にはマン・オブ・ザ・イヤーと、指導者としても異なる武道団体で殿堂入りをしている。2013年現在は、世界で2,300人以上の黒帯の空手家が所属する、ユナイテッド・ファイティング・アーツ連盟（UFAF）取締役会長、全米の大都市8チームがリーグ戦を行う総合格闘技団体、ワールド・コンバット・リーグ（WCL）代表取締役も務め、数多くの挌闘家の指導育成に当たっている。
24の映画と、1つのオリジナルビデオ、CBS製作の9つのテレビドラマに主演、そして8シーズン（8年間）に渡り世界80ヶ国10億人の視聴者を獲得したテレビドラマシリーズ『炎のテキサス・レンジャー』で主演、原案、製作総指揮、主題歌を務めた。1989年にハリウッド殿堂入りを果たす。現在はテキサス州テレルで委託警察官も務めている。
テキサス州を中心に30の中学・高等学校、延べ約70,000人の若者がプログラムを受講している「キックスタート・キッズ財団」の創設者として多くのボランティア活動にも精力的に携わっている。ボランティア団体であるユナイテッド・ウェイ、メイク・ア・ウィッシュ財団、スターキーきこえの財団、有害インターネットコンテンツから子供を守るプログラムMax.comのスポークスマンも務めている。社会貢献を表され、ジョージ・H・W・ブッシュ大統領図書館財団から2009年にビジネス賞マクレーン・リーダーシップに選ばれ、ジョージ・H・W・ブッシュ元大統領から直々に授与された。
アメリカ合衆国退役軍人省の復員軍人援護局スポークスマン、（現在も病院加療の必要な）ベトナム戦争負傷兵の団体Hospitalized Vietnam Veterans（HVV）会長も歴任、以上のような退役後の社会的功績が認められ、2001年に「アメリカ合衆国退役軍人省財団」よりベテラン・オブ・ザ・イヤー（軍隊出身者で社会的功績をあげた著名人に贈られる賞）に受賞し、アメリカ空軍副参謀総長ジョン・ハンディ大将より賞を贈られる。
俳優活動以外にも、2007年にアメリカ海兵隊総司令官ジェームズ・コンウェイ大将より、アメリカ国防総省名誉海兵隊員に、2010年にはリック・ペリーテキサス州知事からアメリカ国務省テキサス・レンジャー名誉会員にと、任命式典が執り行われ各栄誉が贈られる。歴代の共和党大統領が名誉会員に名を連ねる全米ライフル協会（NRA）の強力な支持者としても知られ、講演を務めた2010年NRA年次総会にてNRA名誉会長に選出されている。T.D. Jakes Ministry、Trinity Broadcasting、Bill Glass Crusade等、キリスト教団体の先導的演説者（スピーカー）を務めている。公立学校における聖書カリキュラム全国協議会（NCBCPS）のスポークスマン、取締役を妻と共に務る。
作家や政治評論家としてコラムニスト、ニュース番組のコメンテーター、アンカーマン、討論番組の共同ホストとしても活躍。3冊の著書がニューヨーク・タイムズにてベストセラーにランクインした。2008年アメリカ大統領選挙を収めたドキュメンタリー映画 『Mile High: How to Win... and Lose... the White House』は候補者を始め、全米を代表する政治家、ジャーナリスト、アンカーマンらへのインタビューで構成された映画であるが、俳優からはただひとりチャック・ノリスだけが登場したことでも、一俳優には留まらない彼の政治への影響力を窺い知ることができる。

## 経歴

### 生い立ち
1940年3月10日、アメリカ合衆国オクラホマ州ライアン市出身。レイ・ノリス（Ray Norris）、ウィルマ・ノリス（Wilma Norris）夫妻の長男として生まれ、カルロス・レイ・ノリス（Carlos Ray Norris）と名付けられた。後にノリス家には次男ウィラント・ノリス（1943年 - 1970年、ベトナムで死去）、三男アーロン・ノリスが生まれている。ノリス家はアイルランド系アメリカ人の家系で、チェロキー族の血筋も引いている。父レイは第二次世界大戦に従軍した退役軍人で、平時は工場の技師や運転手などの仕事で家族を養っていた。
子供時代のチャックは目立たない存在であり、運動が苦手で勉強の成績も平凡で、大人しい性格だった。少年期の内気さについては父レイが重度のアルコール中毒を患い、勤めていた自動車工場での勤務も途切れがちで経済的に安定しなかったという家庭環境も影響しているという。16歳の時に両親が離婚した為、二人の弟と共に母ウィルマに引き取られたチャックは父のもとを離れ、カンザス州やカリフォルニア州を転々とする日々を送った。

### 軍人から格闘家へ
1958年、18歳になったチャックはアメリカ合衆国軍に入隊した。本来は正義感から警察官になることを希望していたが、憲兵隊で警察任務に必要な技能が習得できると聞いて兵役を選び、アメリカ空軍の空軍警備隊（AP）に配属された。最初にまずテキサス州の新兵教育隊へと送られたが、訓練教官から本名について「カルロスなんて、スペイン語みたいな名前だな。英語では何にあたるんだ？」「だいたいチャールズが近いです」「よしそれじゃあ、お前はチャックと呼ぼう」と言われ、現在まで続くチャック・ノリス（Chuck Norris）という渾名が付けられた。教育隊で護身術として格闘技を学び、素質を示した。訓練後は在韓米軍に配属されて韓国に渡り、ソウル近郊の烏山空軍基地に赴任した。
1960年、柔道のトレーニングで肩を痛めて療養していた時、見事な足技を披露する韓国人の空手家と知り合い、柔道から空手に興味を移した。韓国で空手（唐手）はタンスー道（唐手道）と呼ばれ、日本統治時代に松濤館流を学んだ者が多く、そのために足技が中心となっていた。基地の近くにある唐手道場に通って技を磨き、帰国時には有段者として黒帯を取得するまでになった。様々な格闘技を学んだ後も韓国での経験を大切にしており、後年に自身の流派（チャックノリス・システム）を創始した際に春谷道（Chun Kuk Do）というタンスー道（Tang Soo Do）に由来する流派名を採用している。また兵役は銃の取り扱いに習熟する機会にもなり、特に拳銃については優秀な射手に与えられるマークスマン・リボンを授与されている。軍隊で学んだ射撃と格闘技は共にアクション俳優として役立つ技能となった。
1962年、帰国後もしばらくはカリフォルニア州のマーチ空軍基地で勤務を続けたが、同年8月に軍を退役した。軍を離れた後は武道で身を立てることを考え、クボタンを創始した窪田孝行による国際空手道選手権、アメリカ拳法の創始者エド・パーカーによるロングビーチ国際空手選手権、空手家及びキックボクサーのジョー・ルイスによる全米プロフェッショナル空手大会などに出場した。緒戦ではルイスや「アメリカ・テコンドーの父」と呼ばれるアレン・スティーンらに敗れたものの、経験を得るにつれて勝利を重ねていった。
1967年、空手家のヴィック・ムーアとテコンドーのスキッパー・マリンズを相次いで破り、S・ヘンリー・チョウが提唱した格闘技の全米オープンでも優勝するなど有力選手として注目を受けた。1968年、全米プロフェッショナル空手大会で優勝してミドル級王者の称号を得て、格闘技雑誌『ブラックベルト』で「今年最高の格闘家」として特集が組まれている。武術家として知名度を上げる中で道場経営に乗り出し、現在に至るまで多数の弟子を育て上げている。映画俳優に稽古を付けることも多く、スティーブ・マックイーンが道場に通っていたこともある。

### 俳優への転身

#### 1970年代
武術家として交流のあったブルース・リー（李小龍）がアクションの振り付けを担当したジョン・ウェイン主演の『グリーン・ベレー』（1968年）に、マーシャルアーツ・パフォーマーとして参加する依頼を受け、これが映画との最初の関わりとなった。ディーン・マーティン主演の『サイレンサー/破壊部隊』（1969年）ではアクション・シーンの振り付けをリーの依頼で共同で担当、リーの勧めで端役も兼ねてスクリーン・デビューを果たした。そして『ドラゴンへの道』（1972年）で主演・監督のリーから「敵役」としての出演を依頼され、クライマックスの格闘シークエンスは二人のディスカッションによって組み立てられた。

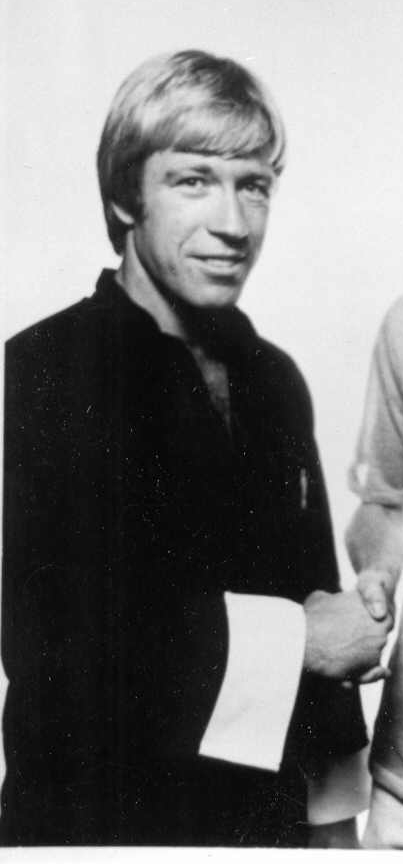
チャック・ノリス（1976年）

前述の通り道場の門下生でもあったスティーブ・マックイーンから俳優への転進を強く勧められ、36歳の時に映画俳優を目指すことを決めた。「演技経験のない空手家が俳優なんかに絶対なれるわけがないと繰り返し様々な人たちから言われた」「俳優を始める前から既に過去の人間だと見なされていた」と自叙伝に記している。『チャック・ノリス in 地獄の刑事』（1974年）の悪役を経て、『チャック・ノリスのブレイカー・ブレイカー』（1977年）で初主演するが、ノリスが劇場で目にした客は、たったの2人だけだったという。しかも『ブレイカー・ブレイカー』は製作費の出資が劇中に登場する車両メーカーであったために、パブリシティは車両の宣伝が中心で、主演であるノリスの名前にはほとんど触れられなかった。ただし、その後のアメリカン・シネマ社製3作のヒットの波及効果で最終的には黒字となる。
3年間、自作の脚本を売り込みに奔走、投資家への説得も自ら行い、自作の企画でインディペンデント作品『暗黒殺人指令』（1978年）の製作にこぎつける。ただし配給会社からは相手にされず、公開する劇場を自分たちで一軒一軒借りながら入場料も劇場と直接精算するフォー・ウォール・システムで公開された。行く先々地元の学校などで無料の空手教室を開き実演をすることで地元マスコミを集め、9か月間にわたり一日10件もの取材に応じつつ全米を回るというPR活動を行った結果、「本物のカラテ・アクションが観れる」という評判が人々のあいだで立ち始め、映画は大幅な黒字となる。続く『フォース・オブ・ワン』（1979年）も同様のかたちで上映。フォー・ウォール・システムでの2作品のヒットを受け、3作目『オクタゴン』（1980年）から引き受けたいという配給会社が現れ、収益は1作ごとに前作を上回った。

#### 1980年代

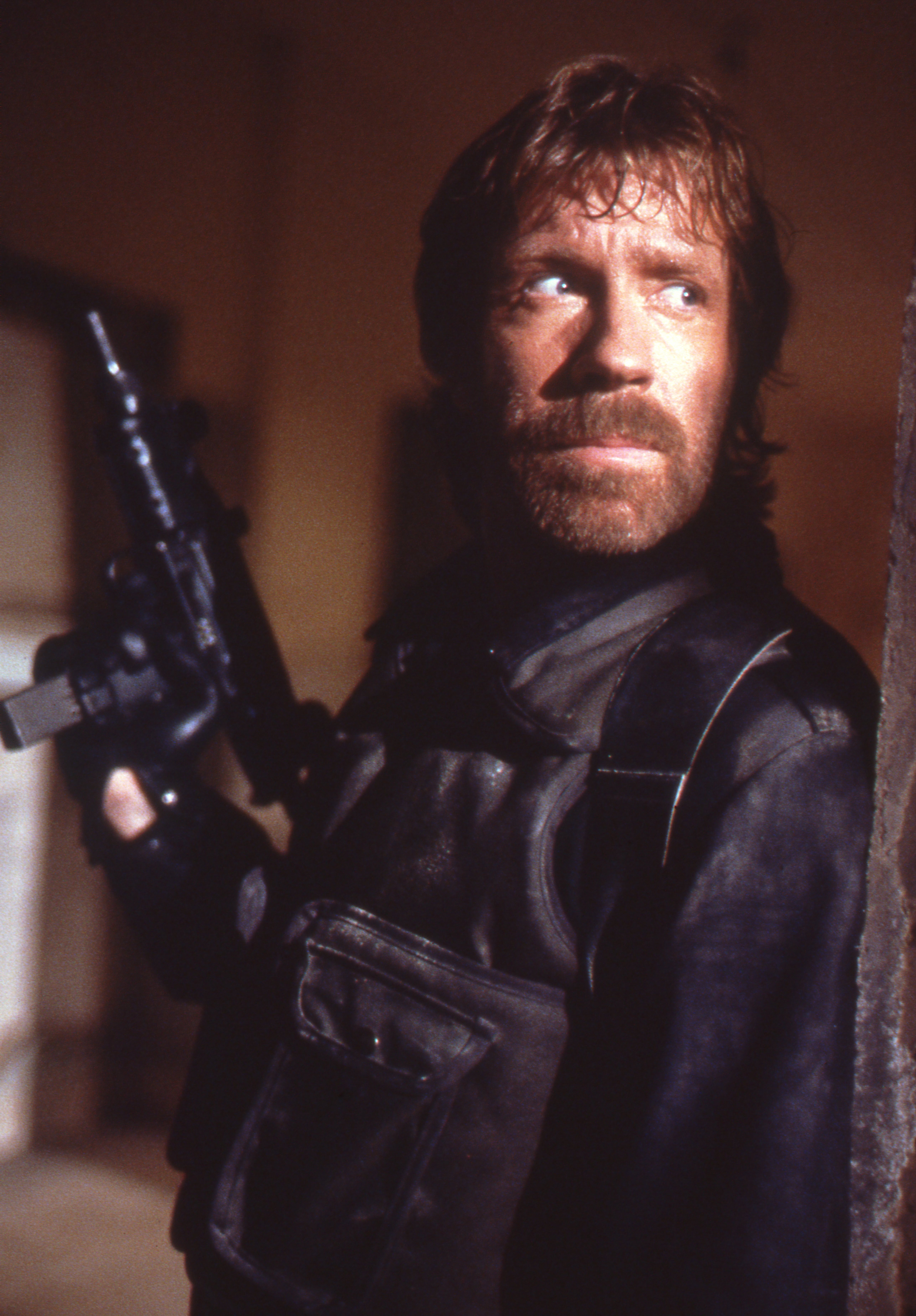
チャック・ノリス（1986年）

『暗黒殺人指令』から成る、独立系アメリカン・シネマ社製3部作の成功によって、以降は映画会社の方から出演依頼が来るようになり、独立系アダムス・アップル・フィルムによる『香港コネクション』（1981年）。初のメジャースタジオ、コロンビア・ピクチャーズ作品 『バイオニック・マーダラー』（1982年）。MGM作品 『チャック・ノリスの地獄の復讐』（1982年）と、引き続きメジャーで主演を務める。
その後も快進撃は続き、ワーナー・ブラザースが配給を担当し、ユナイテッド・アーティスツの重役トリオが設立した準メジャー、オライオン・ピクチャーズ作品では、『燃えよ! カンフー』（1972年 - 1975年）の主演俳優デビッド・キャラダインを悪役に迎え、『ビッグ・バッド・ママ』（1974年）、『超高層プロフェッショナル』（1979年）で知られる俊英スティーヴ・カーヴァーが製作・監督に当たった『テキサスSWAT』（1983年）。後に独立系スタジオのなかで最大手に成長するキャノン・フィルムズ初の主演作にて彼の代名詞となる『地獄のヒーロー』（1984年）。クリント・イーストウッド作品を手掛けていたベテラン文芸チームの脚本を、後にハリソン・フォード主演 『逃亡者』（1993年）を監督しワーナーの看板となる、当時、新鋭のアンドリュー・デイヴィスを抜擢し、（ユニヴァーサル・スタジオTV部部長やMGM副社長を歴任、ロバート・アルトマンの盟友である）レイモンド・ワグナーが製作に当たったオライオン2作目の『野獣捜査線』（1985年）。弟アーロンが原案を立て自身初の脚本の共同作業も担当したキャノン3作目の『地獄のコマンド』（1985年）と、四つの主演作が立て続けに全米初登場1位を獲得した。
この成功により、チャック・ノリスは名実ともに80年代を代表するマネー・メイキング・スターとなった。
キャノンの総帥メナハム・ゴーランが監督し、アラン・シルヴェストリの劇伴も好調の、リー・マービン、ロバート・ボーン、マーティン・バルサム、シェリー・ウィンタース、ジョージ・ケネディというアカデミー賞、トニー賞、エミー賞受賞の名優たち、ライナー・ヴェルナー・ファスビンダー監督の秘蔵っ子で、ベルリン国際映画祭女優賞、カンヌ国際映画祭 女優賞を受賞したドイツの名女優ハンナ・シグラらと共演したオールスター・アクション映画 『デルタ・フォース』（1986年）もヒットを飛ばし、『地獄のヒーロー』と並びシリーズ化もされ続編の監督はともに、チャックの主演作をアクション・コーディネーターとして陰から支え続けてきた実弟アーロン・ノリスが担当した。
チャック・ノリスの俳優としての躍進は決して興行成績だけではなく『野獣捜査線』において、孤立無援のなか正義のため己の信念を突き徹す寡黙な刑事“エディ・キューサック”の姿を、舞台となるシカゴ市警への入念なロケーション主義のもとリアルかつハードボイルドに演じたことで、アクションのみならずアクティングの面でも高い評価を得た。批評家から好意的なレビューを受けたことに対して彼は、2001年に全米ネットワークNBCで放送された彼のバイオグラフィー番組『Headliners & Legends』のなかでこう述べている。「映画で良い評価をもらえるのは、こんなにも素晴らしいことなのかと思ったね。やっとスターとして認められた気がした」。また1986年4月3日に『デルタ・フォース』のキャンペーンで初来日したさい、帝国ホテルで行われた記者会見において『野獣捜査線』に対し、「あの映画は批評家のウケも良かったし、アクションにしても演技にしても僕自身のベスト・フィルムだと思う」で述べた。
この全盛期、彼は次の賞を受賞する。興行成績での業界への貢献度を評価するShoWest Convention, USA： Special Awardにおいて、1982年にAction Star of the Yearを受賞。1992年には、International Box Office Star of the Yearを受賞する。そして特筆すべきなのがアクション映画において本来裏方に与えられるTaurus World Stunt Awardsによる1985年のStuntman of the Yearの受賞である。チャックはこの賞を受けて来日時、「これは凄く嬉しかった。アカデミー賞を貰うより嬉しい。スタントってのは命懸けの仕事だから」とコメントを残している。

#### 1990年代
1980年代初頭から中期にかけて全盛を極めた主演作であったが、アカデミー賞俳優ルイス・ゴセット・ジュニアを迎えコメディーに挑戦したバディ・ムービー『ファイアーウォーカー』（1986年）のヒット以降、ブームに陰りがみえるなか、キャノン専属契約時代の諸作品を自ら初の製作総指揮も兼任し総括することで『サイドキックス』（1992年）をスマッシュ・ヒット（全米初登場2位にランクイン）させる。そして、この作品を区切りに活動の場を主に映画界からTV界に移すこととなる。アメリカ合衆国最大のテレビ・ネットワーク局CBSは、映画に引けを取らないアクション・ドラマの製作を目指し、パラマウント・ピクチャーズ元プロデューサーで『ゴッドファーザー』（1972年）の製作者アルバート・S・ラディと『L.A.ロー 七人の弁護士』（1986年 - 1992年）の脚本家ポール・ハギス（二人は後に、クリント・イーストウッド監督・主演 『ミリオンダラー・ベイビー』（2004年）で製作、脚本としてコンビを組む）に企画を依頼。ラディとハギスは、視聴率獲得の救世主として映画スター、チャック・ノリスに白羽の矢を立て出演交渉に臨み。チャックがこれを快諾したためである。
やるからには映画にも負けない作品をと意気込み、製作総指揮（アルバート・S・ラディ、他と共同）、ストーリー考案、脚本（ポール・ハギス、他と共同）、主演、主題歌まで手掛けた意欲作『炎のテキサス・レンジャー』（1993年 - 2001年）が全米で放送が開始されるや、アメリカで最も視聴率獲得が困難とされる土曜日の夜の放送にもかかわらず、いきなりトップ10に入る高視聴率をマーク。8年間にも渡るロング・ランの大ヒットを記録し、CBS土曜夜のトップショーとして、1994年 - 1995年のピーク時には1940万人もの聴衆を獲得。チャック・ノリスの人気はここに再燃した。視聴者層も小学生から50代の大人までと幅広く定番人気シリーズとして広く全米に支持され、常に視聴率トップ20内を維持、タイム誌は視聴者人口について毎週『Xファイル』より250万人多い1700万人が観ていると報じた。
このように『炎のテキサス・レンジャー』の視聴率がマスコミから注目された理由は、土曜日の夜の人気番組というのがアメリカのTV界では特別な意味を持っているためである。アメリカでは週末の金、土、日の3日間、夜になるとパーティや映画や舞台と家を留守にすることが多くTVを見なくなり、中でも土曜日は1週間で一番視聴率が低くなるため、TV局にとって土曜日の夜に人気番組を誕生させるのは長年の課題であったのだ。この時期の『炎のテキサス・レンジャー』とチャック・ノリスの全米でのポピュラリティーを示す端的な例としては、Welcome Home IDとコピーされているCBSのコーポレートアイデンティティ・年間テレビCMにテキサス・レンジャーに扮したチャック・ノリスが局の象徴として登用されていたことである。
『炎のテキサス・レンジャー』は、その後、現在でも世界80カ国以上、毎日どこかの国で放送されており、全世界で約10億人もの視聴者を獲得している。売上高、視聴者数ともトップクラスの米国発のテレビショーであるとされ、TVウェスタン史上最長ロング・ランを記録した記念碑的作品『ガンスモーク』（1955年 - 1975年）以来、CBSで最も成功した土曜日の夜のシリーズとして米TV史にその名を残し、エミー賞（音楽賞）やキリスト教徒のアカデミー賞として名高いエピファニー賞（作品賞）、グレース賞（主演男優賞）、ほか数々の賞を授与。チャック・ノリス自身が歌った主題歌に至っては3年連続でBMI TVミュージック・アワード（主題歌賞）に輝いている。この成功によってチャック・ノリスは、世界で最も永続的に人気のある俳優の1人との評価を受けるに至った。
CBS最高経営責任者（CEO）レス・ムーンベスからの続投要請のなか、妻が双子を妊娠し出産を控えているという状況、そして空手のタイトルと同様に王者のうちに番組を終えたいというチャックの決断で、1993年からCBSで最もポピュラーなショーと謳われた『炎のテキサス・レンジャー』は多くのファンに惜しまれながら2001年に終了した。

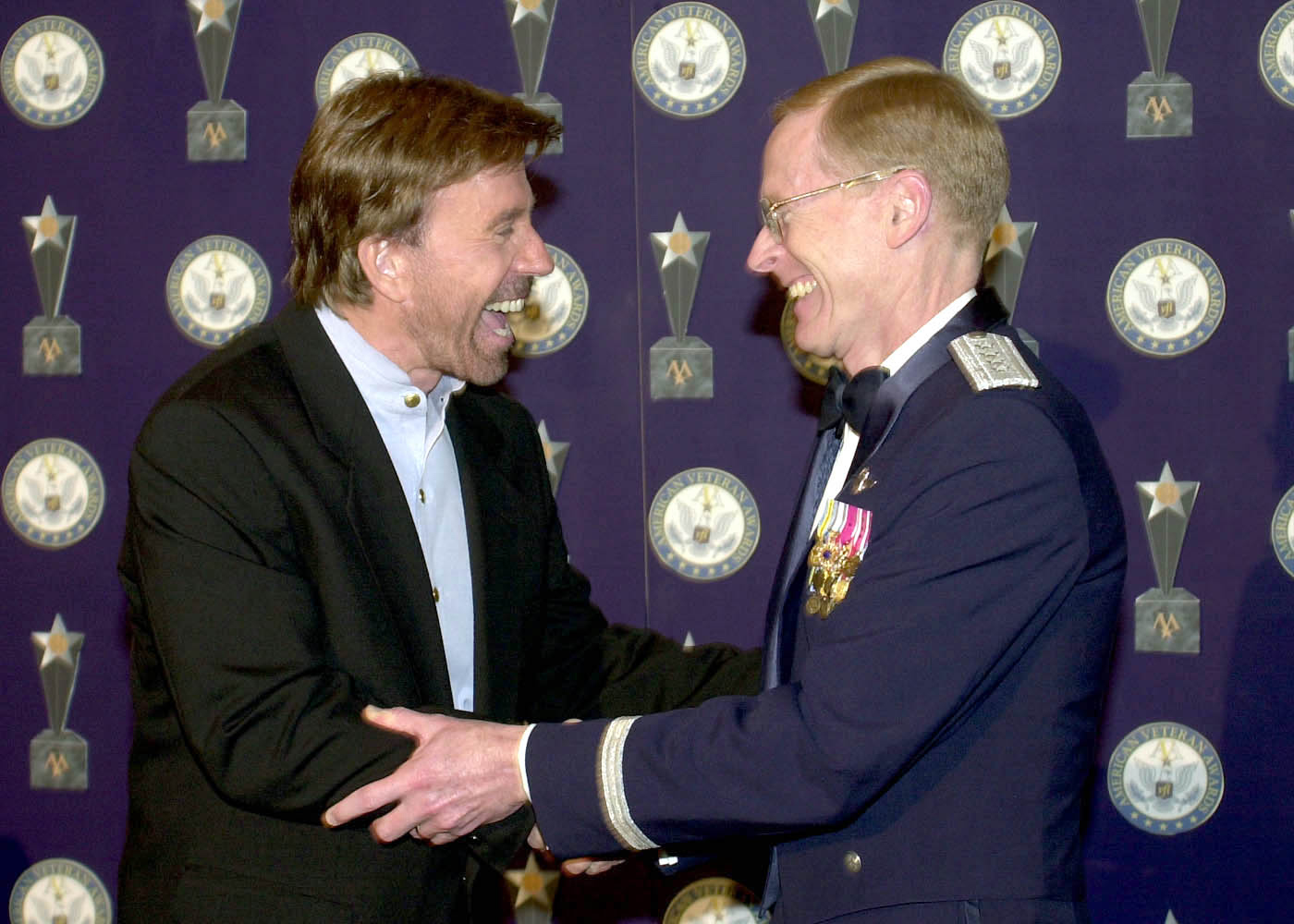
2001年、アメリカ空軍副参謀総長ジョン・ハンディ大将からベテラン・オブ・ザ・イヤーを贈られる。

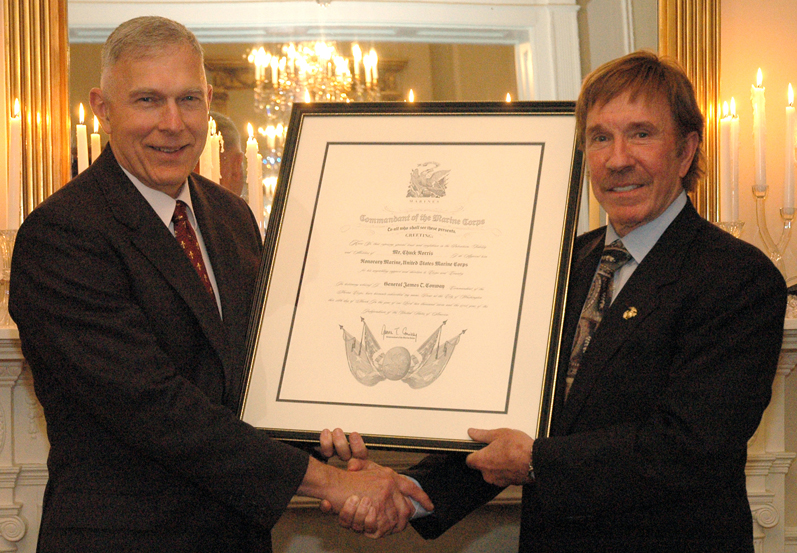
2007年、アメリカ海兵隊総司令官ジェームズ・コンウェイ大将よりアメリカ合衆国名誉海兵隊員に任命される。

#### 近年
2002年以降、創設したボランティア財団「KickStart Kids」と格闘技団体「World Combat League」の運営に専念したいとの意向から俳優業の第一線から退いた。現在、テキサス州ナヴァソタに所有する邸宅と牧場で、58歳のときに再婚した28歳年下の女優ジーナ・オケリーと男女の双子（ダコタ、ダニ・リー）と暮らしている。CBSのコメディドラマ『Yes, Dear』（2003年）にアクション俳優の傍ら、子育てに奔走するチャック・ノリス本人として特別出演した際、妻のジーナと双子の子供たちも出演している。
2002年からの俳優業は『チャック・ノリスin地獄の銃弾』（2005年）、TVM『炎のテキサス・レンジャー リターンズ』（2005年）の主演に留まり、いくつかのテレビ番組へのゲスト出演のほか、執筆とボランティア活動に力は注がれた。書き上げられた自叙伝『Against All Odds: my Story』（2004年）、文化政治評論『Black Belt Patriotism: How To Reawaken America』（2008年）の二冊の著書がニューヨーク・タイムズ選定の全米ベストセラーとなった。2005年と2007年には南北戦争を舞台にした書き下ろし小説『The Justice Riders』とその続編『A Threat to Justice』を発表。現在、WorldNetDailyとTownhall Magazineにおいて看板の人気コラムニストとしても活躍。その著作印税の全ては自らが運営するボランティア財団の運営資金に充てられている。近年は著書のパブリシティーを兼ね、数々のニュース番組に俳優兼作家としてコメンテーターや論客としての出演も多い。
2012年、往年のアクションヒーローらによるアンサンブルムービー『エクスペンダブルズ2』のオファーを受け、10年ぶりに映画俳優に本格復帰した。出演が主演のシルヴェスター・スタローンから発表される。『チャック・ノリスin地獄の銃弾』（2005年）以降、7年ぶりの劇場映画への出演となる。（後述する）社会現象ともなったチャック・ノリス・ファクトの大ブームによって映画出演の無かった7年の間も彼の人気は衰えることはなく、ライオンズ・ゲートによる『エクスペンダブルズ2』の公式ティーザー動画がYouTubeで公開されると、他のキャスト陣を押しのけ、チャック・ノリスの映画復帰に歓喜する大勢のファンによって数万件をも上る彼への応援メッセージでコメント欄が埋め尽くされる事態となった。『エクスペンダブルズ2』の劇中には、彼の演じるブッカーがチャック・ノリス・ファクトを思わせる台詞を言い放つシーンが存在し、日本版の同作品ホームページでは、チャック・ノリス・ファクトをフィーチャーした「木曜洋画劇場風」のweb限定予告編や、ファンメイドトレーラーが公開された。2013年、The Epic Splitを意識してそのパロディ動画を制作している。
2017年、イタリアのフィアット社からアメリカでのイメージキャラクターとして選定された。2018年、トヨタ・タコマのCMに出演している。

## 人物

### 家族
父親の祖父がアイルランドからの移民で祖母はチェロキー・インディアン。ノリス姓はアイルランド系の名前である。弟のアーロンはアクション・コーディネーター、俳優を経て現在は映画プロデューサー兼監督として活躍。もう一人の弟ウィーランドはベトナム戦争に従軍し戦死している。前妻と1988年に離婚。長男のマイクもアクション俳優、次男エリックはスタント・コーディネーターとして数々の作品に参加している。1998年に再婚。2001年に男女の双子の子供に恵まれる。

### 政治運動

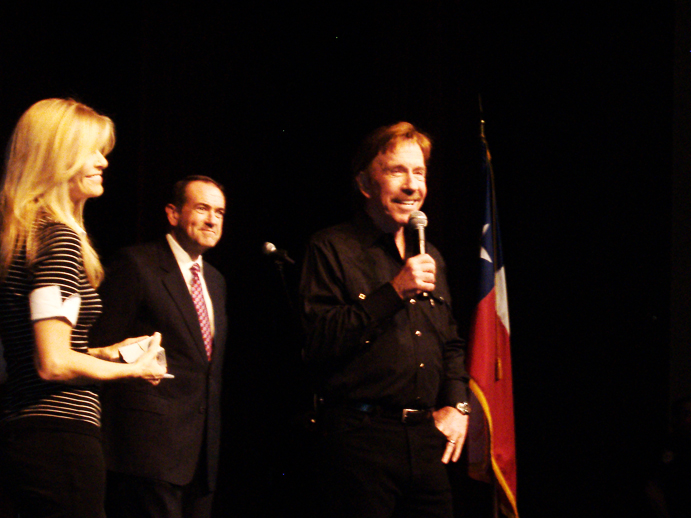
2008年アメリカ合衆国大統領選挙にて、マイク・ハッカビー共和党候補（写真中央）の応援団長を務めるノリスと妻ジーナ。

ハリウッドでは少数派である保守派であり、ジョン・ヴォイトやクリント・イーストウッドと並ぶ共和党支持者として知られる。リバタリアンの政治家であるロン・ポールの政策に関わったこともあり、CNNからFOX NEWSに移った視聴率No.1の人気アンカーマン、グレン・ベックとの度重なるディベートにジョークを交えつつ一歩も引かずに火花を散らす勇姿を見せている。元軍人として銃規制にも全面反対の姿勢を取っていて、2010年5月のノースカロライナ州シャーロットで開催された全米ライフル協会（NRA）年次総会にサラ・ペイリン、グレン・ベックと共に来賓として出席し講演も務め、この席でNRA名誉会長に選出されている。
2008年、共和党予備選挙で中道右派のミット・ロムニーやジョン・マケインではなく、保守強硬派のマイク・ハッカビーを支持して応援団長を務めている。チャックが自身が連載するコラムにおいて「ハッカビー支持」を打ち出したところ、数日間で約55万ドルもの選挙資金の急増を示したという。当時のハッカビー広報担当者は「ノリス氏の支持を得て以来、"資金調達のヒット"は劇的に増加している。その多くは個人からの募金によるものです。」と述べ、ハッカビーも「素晴らしいことが起こっている！」と取材に答えている。更に自身を題材にしたミームのチャック・ノリス・ファクトをセルフパロディー化したテレビ向けPV『ハック・チャック・ファクト』とイベントを広報映像に提供し、アイオワ州党員集会において、共和党トップの資金力を持つ本命候補ミット・ロムニーを相手に圧勝を飾り、2月5日のスーパーチューズデーでは、アーカンソー州やジョージア州など南部5州を獲得するなど、2〜3%の支持率で泡沫候補と目されていたハッカビーを、有力候補の一角にまで伸し上げた。2010年、中間選挙ではアラバマ州知事選挙でロイ・ムーアを支持した。
イスラエル問題については親イスラエルの姿勢を取っている。2015年3月16日、クネセト総選挙についてイスラエル国民に向けて「あなた方の多くに、そして我々アメリカ人にとってもネタニヤフ首相が必要です。現在、アメリカは凶悪な力に曝されています、リーダーシップの脆弱さはあなたの国を破壊します」「どうぞ、イスラエルと中東全域のためにネタニヤフ首相に投票してください」とメッセージを出し、ベンヤミン・ネタニヤフ首相への投票を呼びかけた。
2016年、共和党予備選ではハッカビーが出馬を断念したことから全米ライフル協会が支援するテッド・クルーズを支援すると見られていたが、「マイクが出ないなら私は予備選の結果に従うだけだ」と積極的に協力しなかった。予備戦後、共和党候補となったドナルド・トランプには明確に支持を表明し、ヒラリー落選のために選挙運動に参加した。因みにトランプとチャックは42年前に一度出会っており、なぜ世界チャンピオンを自ら辞めるのかと聞かれ、「ドナルド、私は34歳だ。勝者であることを終えたいんだ」と話したという。2017年、アラバマ州上院補欠選挙でロイ・ムーアを支持している。

### ボランティア活動
アメリカ合衆国退役軍人省のVeterans Administration（復員軍人援護局）、United Way（米国の代表的な慈善福祉団体）のスポークスマンを務め、12以上のV.A.病院を訪問し、第二次世界大戦、朝鮮戦争、ベトナム戦争の帰還兵の支援やその家族との対話を持つ。2007年にはイラク在留米軍基地への慰問も行った、この模様は全米で大きく報道され、『Answering The CallUnited Way』（2012年）というドキュメンタリー映画にも収められている。United Wayでの活動においては8分間のコマーシャルに出演し20億ドル以上の募金の手助けをした。
耳の不自由な子供達の救済を目的とするStarkeyきこえの財団には、米国の各界著名人がボランティアで参加しているが、そのメンバーはゴルファーのアーノルド・パーマー、1995年ミス・アメリカに輝いたモデルのヘザー・ホワイトストーン、歌手からエルトン・ジョン、政治家からはジョージ・H・W・ブッシュ元大統領、そして俳優からはチャック・ノリスが参加している。2010年の寄付・収益金は700万ドルを超え、毎年2万台以上の補聴器の寄贈と聴覚研究、教育支援に使われている。
また「難病と闘うこどもが持つ夢の実現の手伝いをすること」を目的とした世界最大のボランティア団体を運営するMake A Wish財団にも20年間に渡って積極的に関わり続けており、2000年にMake A Wish財団のCelebrity Wish Granter of the Yearを受賞している。チャック・ノリスの他の同年の受賞者は、ビル・クリントン大統領、マライア・キャリー、マイケル・J・フォックス、ザ・ロックと錚々たる顔ぶれが並ぶ。
敬虔なクリスチャンとしても知られ、T.D. Jakes Ministry、Trinity Broadcasting、Bill Glass Crusadeなどの多くのキリスト教団体においては、先導的な演説者も務める。
以上のように多方面に渡り人道的な慈善活動に深く関わりながらもチャック自身が創設・運営しているライフワークというべき財団がある。1990年、道場に通う経済的余裕のない家庭の子供たちを対象に、武道の鍛練を通し子供たちをドラッグやギャングから守るプログラムを運営するKickStart Kids財団を（当時の大統領ジョージ・H・W・ブッシュの協力を得）創設した。この非営利団体の運営費用は民間からの寄付とチャック自身の著作印税を充て賄われ、プログラムはヒューストンのウィリアムズ中学校の希望者150人の生徒を対象に始まり、現在はテキサス全体で6,000人以上の学生がチャックから武道を無償で学ぶことができている。発足以来、7万人以上の子供たちがカリキュラムを卒業し、その多くが大学へ進み成功を収めている。チャックの妻、ジーナ・ノリスはKickStart Kids財団の理事会の中心メンバーとして活躍し、ジーナの夢は、このプログラムを全米に拡げることであるという。2009年、チャックのKickStart Kidsを通した人道的な活動に対し、ジョージ・H・W・ブッシュ元大統領の財団より賞とトロフィーが授与され、その模様はCNNによって報道された。

### 映画製作
映画製作者としては、駆け出しの頃より苦楽を共にしたパートナーであり長らくアクション・コーディネーターとして、後には監督としてチャックの作品を支えてきた実弟のアーロン・ノリスと共同経営でNorris Brothers Entertainment を1998年に設立。チャックが製作総指揮・主演を務めたCBSネットワークのTVシリーズ 『炎のテキサス・レンジャー』 （ - 2001年）、『サンズ・オブ・サンダー』（1999年）、TVM 『地獄の捜査線』（1998年）、『ザ・プレジデント・マン』シリーズ（2000年 - 2002年）、『炎のテキサス・レンジャー リターンズ』（2005年）の製作を担当した。2005年以来、映画制作から離れていたが、2012年にポーランドのザホドニWBK銀行の年間キャンペーンCMの撮影のさいに行われたワルシャワのTV局のインタビューにおいて、久方ぶりのアーロンとのコンビ作が発表された。タイトルは『The Novice』（新参者）といい、主演俳優となってからは初の悪役に挑戦するとのことである。

### 交友関係
- ブルース・リー（俳優）

出会いは1967年、ニューヨーク・マジソンスクエアガーデン（MSG）で行われた全米空手大会。総合優勝を果たし、全米グランドチャンピオン・トロフィーを授与されたチャック・ノリスのもとにブルース・リーが祝いに駆けつけたことから二人の友情が芽生えた。ブルースは、チャックの格闘技能を最大級に評価し、決勝戦の最後の瞬間にジョー・ルイスから勝利をもぎ取るといった偉業を称えてくれた。二人はホテルの廊下で互いに技を披露しながら大声で格闘技やその哲学について朝の4時まで夢中で語りあったという。
それから間もなく、ブルースがチャックをカリフォルニアの自宅に招待し二人は週に2回、3、4時間一緒に練習することになる。ブルースはチャックにカンフー技を教え、代わりにチャックはハイキックに代表されるテコンドー技をブルースに教えた。ブルースは実戦的ではないとして、腰の高さ以上の蹴りを使わない主義だったが、チャックが高い位置での回転回し蹴りを披露すると非常に興味を持ってそれを観察していた。6ヶ月もするとブルースはハイキックをマスターし、自分の技に組み込んでしまっていた。この頃まだ、世界的スターになる前のブルースは「チャック、私は映画スターになりたい。今やっていることは、全てその目標の準備なのです」と、チャックへ夢を打ち明けている。
1968年インターナショナルズ大会の直前、ブルースからチャックのもとへ電話が入る。ブルースはディーン・マーティン主演の『サイレンサー/破壊部隊』（1969年）のスタント・コーディネーターの契約を取ったばかりだった。「あなたにぴったりの役があるんですよ」「ボディーガード役で、ディーン・マーティンと戦うんです。台詞も一言あります。どうですか、やってみますか？」演技とはどんなものか全く知らなかったが、とりあえず試してみようと思い「やってみます」と答えた。撮影日は大会の翌日だった。
1972年、ある朝、（2本の映画が興行的に大成功を収めた）ブルースからの電話が鳴った。監督する次の映画 『ドラゴンへの道』（1972年）への出演依頼だった。「あなたに私の対戦相手になってもらいたい。ローマ闘技場で戦うんです」それを聞いたブルースは興奮で昂ぶる声で言った。「二人の闘士が命を賭けて戦うんです。自分たちで戦いの振り付けができるってとこがいいんですよ。もちろんあなたとの戦いが映画のハイライトです」 「そりゃ凄い。それで、どっちが勝ちますか？」 「もちろん私です」「私が主役ですから」ブルースは笑って言った。「あなたが世界空手チャンピオンに勝つと言うんですか？」 「いや違います」ブルースは言った。「世界空手チャンピオンを殺すのです」 チャックは笑って、映画出演を承諾した。
ヨーロッパに行くのが初めてだったチャックは、道場経営のビジネス・パートナー、ボブ・ウォールに同行してもらう、ローマのレオナルド・ダ・ヴィンチ空港に到着した時、ブルース・リーと撮影班が、チャックたちが飛行機から降りてくるところを撮影していた、空港到着のシーンを映画の一場面としてそのまま使うためだ。一緒にタラップを降りてきたボブも映画に出演するようブルースは取り計らってくれた。
二人はアリーナ内の石の上に座り、対決シーンをどうするかについて語り合った。ブルースは様々なカメラ・アングルの案を出し、対決する二人をローマ闘士のように撮りたいと言った。ブルースはチャックにどんなアクションがやりたいかを訊き、チャックは自分が面白いと思う技を出してみせ、ブルースがその防御を考えた。その後、ブルースが攻撃に転じ、チャックが防御する。そうして対決シーンを考えるのに、まる一日が費やされた。そしてクライマックスである決闘シーンの撮影には3日間が費やされた。映画撮影は無事終了し、チャックとボブはアメリカへ帰ると元の空手道場師範の生活に戻っていた。
ローマで撮った映画のことなどほとんど忘れかけた頃、『ドラゴンへの道』が一斉に全米の映画館で公開された。この映画を観ようと全世界で人々が映画館に殺到した。僅か24万ドルの製作費で作られた『ドラゴンへの道』は世界中で8,000万ドルの収益を上げた。ブルースが言ったように、二人の対決シーンが映画のクライマックスだった。今日に至るまで、チャックが格闘技の生徒に好きな映画の対決シーンは何かと尋ねると、ほとんどの生徒が『ドラゴンへの道』のブルース・リーとチャック・ノリスの対決シーンと答えるという。
- スティーヴ・マックイーン（俳優）

ある日、道場の稽古を始めようとした矢先に電話が鳴り、チャックは受話器を取った。「もしもし、スティーヴ・マックイーンといいます。息子のチャドに個人稽古を受けさせたいのですが」誰かがからかっているのだろうと思いながらも、チャックは声の主に、翌日道場に来るようにと伝えた。来ないと恥ずかしいと思い、誰にもこの電話のことは言わなかった。次の日、約束の時間が来た時、バイクの轟音が近づいてきた。そして、窓の側に立っていた生徒が叫んだ。「スティーヴ・マックイーンがバイクでやってきたぞ！」
その後、スティーヴが自分も個人稽古を受けたいとチャックに申し出る。スティーヴとチャックは空手の稽古が終わってからも、世間話をする良い友達になる。ブルース・リーの死に影響されたこともあり、34歳のチャックは正式に空手選手を引退した。6度防衛した現役の世界ミドル級チャンピオンのままの引退だった。トーナメントのための準備はしなくてよくなったが、対戦相手と向かい合う時の刺激を感じられないと思うと寂しく、また無職になるのも辛かった。残りの人生でいったいこれから何をすれば良いのか…。
スティーヴと夕食を共にしている時、スティーヴからドキっとさせられる質問を受けた。「チャック、これからどうするんですか？空手道場は全て売り渡したし、試合もしていない」「まだ分かりませんよ」チャックはこう答えるしかなかった。「俳優になったらどうですか」スティーヴが言った。「冗談でしょう！いったいどうして私が俳優になれるというんですか？」スティーヴはチャックの心を読むかのようにじっと目を見つめて言った。「俳優になるのは簡単ですよ。難しいのは俳優で成功することです。俳優は画面の中での存在感が重要なのです。あなたにはその存在感ってものがあります。ただカメラの前でそれが出せるかどうかは別の話です。しかし、やってみなければ分からないでしょう？ぜひやってみるべきです」
それから数ヶ月、スティーヴの言葉がどうしても脳裏から離れずにいたチャックは俳優の実生活について調査をした。当時16,000人の俳優がハリウッドにおり、そのほとんどが平均3000ドルで食うや食わずの生活を余儀なくされていた。稽古中にそのことをスティーヴに言うと、彼はニタリと笑って言った。
“Remember that philosophy of yours that you always stressed to students? Set goals, visualize results of the goals, and then be determined to succeed by overcoming any obstacles in a way. You’ve been preaching that to me for 2 years. And now you are saying there is something you can’t do?”
（あなたの哲学は何でした？生徒にいつも言っていたことですよ。目標を立て、目標を達成する姿を思い浮かべ、本当に達成するためにどんな障害も乗り越える決意をする。あなたがこの2年間ずっと私へそんな説教してきたんですよ。それなのに自分じゃできないって言うのですか？）
「できないって言ってませんよ。ただ可能性はものすごく低い」とチャックは答える。「わかりました。とりあえず全力でやってみますよ」「そうくると思いました」とスティーヴ。養う妻と子供を抱えながら、全く経験のない仕事に就こうとしている34歳の自分は何て無謀なんだろうとチャックは思った。紆余曲折の後 『Good Guys Wear Black』（邦題: 暗黒殺人指令）の脚本を3年かけて持って回ることになるが、どの映画プロデューサーにも採用されなかった。チャックは自ら投資家への説得にあたることを決意し用意した決めの台詞をぶつけた。「空手映画に投資することについて、さぞご心配かと思いますが、それは私のことをよくご存知でないからです。全米には私のことをよく知っている空手家が400万人います。私は6年間、無敗の空手チャンピオンでした。私はもう試合に出ないので、私のファンが私の空手を見られるのは、もはや映画しかないのです。全米の空手家の半分が仮に映画を観に来たとして、100万ドルの投資で600万ドルの収益となります。皆さんは大金を手に入れることができます」それこそが正に投資家の聞きたい台詞だった。
『暗黒殺人指令』（1978年）が劇場公開されると、チャックはスティーヴの感想を聞くために、思い切って彼を映画館に誘った。「なかなかいいじゃないですか」スティーヴはチャックに言った。「ただ少しだけアドバイスしておきましょう。あなたは映画の中で、観客が既に分かっていることをわざわざ口で説明しています。映画というのは視覚的なものです。だから観客が知っている事実を、あなたが台詞で繰り返すべきではありません。次の映画では、他の役者に必要な筋書きを喋らせて、あなたはここぞという重要な時にだけ口を開くのです。そうすれば観客はあなたの台詞を憶えます。ただただ意味もなく台詞を喋っているだけでは、誰の記憶に残らないのです」スティーヴはその例として、彼の『ブリット』（1968年）を挙げた。ロバート・ヴォーンと絡む場面で、自分の台詞が長過ぎると感じた。そこで彼は、監督に頼んで台詞を大幅にカットしてもらい、次の一言に変えた。「『あなたは自分の側の道を歩きなさい。私は私の側を歩く』 誰もがあの台詞を憶えているんです」スティーヴが言った。「あなたが映画でやるべきこともまさにそれです。まず脚本をじっくり読み、台詞が気に入らなかったら監督に頼んで、できるだけ台詞を短くして皆の記憶に残るようにするのです。例えば、クリント・イーストウッドの『さあ、やってみろ。私の日にしてくれ』がありますが、皆あの台詞を知っています。歌詞にもなりましたし、レーガン大統領もスピーチに取りいれました。それと、映画のキャラクターに成りきるのです。誰もが自分の性格にいろんな面を持っています。軽くて人間的な面と、重くて攻撃的な面の両方を引き出すのです。そうすることで映画のキャラクターは、あなたにとっても観客にとっても説得力のあるものになります。本物のスターとは、観客が感情移入できる俳優を言うのです」スティーヴのその励ましの言葉は、チャックにとって大きな意味を持っていた。事実チャックは何年にも渡り、その言葉を忠実に守ろうと努めた。そして、結果的にはスティーヴの言った通りだったのだ。
- ボブ・バーカー（俳優、司会者）

1970年代にチャック・ノリス空手道場の生徒であった。ボブ・バーカーの誕生日、2003年12月13日に放送された『ザ・プライス・イズ・ライト』で、チャック・ノリスはゲストとしてお祝いにかけつけた。他のゲストは、セリーヌ・ディオン、レイ・ロマーノ、チャーリー・シーン、ラリー・キングだった。チャック・ノリスのバイオグラフィー番組 『Headliners & Legends』に出演したボブ・バーカーは道場に入門した経緯をこう語った「空手を見たこともありませんでしたが、チャックのデモンストレーションに衝撃を受け、レッスンを受け始めたのです」
2004年にはバーカーの「Televsion and arts & siense」アカデミー協会の殿堂入り授賞式にて、チャック・ノリスが30年来の友人としてプレゼンターを務めた。
- クリント・イーストウッド（俳優、映画監督）

主演した『野獣捜査線』（1985年）の脚本を担当したマイケル・バトラー、デニス・シュリアックのコンビは、イーストウッドの監督・主演作『ガントレット』（1977年）、『ペイルライダー』（1985年）も担当している。また現在、チャック・ノリスの地位を不動のものにした未曾有の大ヒット作『炎のテキサス・レンジャー』（1993年 - 2001年）の企画を担当した製作者と脚本家の二人、アルバート・S・ラディとポール・ハギスも、その後、イーストウッド監督・主演『ミリオンダラー・ベイビー』（2004年）で製作と脚本のコンビで腕を振るった。再び、ハギスはラディと共に『炎のテキサス・レンジャー リターンズ』（2005年）の製作総指揮を務め、またその後、イーストウッドの『父親たちの星条旗』脚本（2006年）、『硫黄島からの手紙』原案・製作総指揮（2006年）にあたっている。
このように代表作の中核スタッフが互いに密接に被っていることからも交友関係を持つ。以前にもチャックがホストを務めた特別番組『The Ultimate Stuntman: A Tribute to Dar Robinson』（1987年）にイーストウッドがゲスト出演。また、イーストウッド監督・主演作 『ルーキー』（1990年）のパブリシティを兼ねたワーナー製作のショートコメディ『Clint, 'The Rookie' & Me』（1990年）では、チャックが本人役でイーストウッドと共演し、『ルーキー』の宣伝に一役かっている。
1986年4月3日、『デルタ・フォース』（1986年）のキャンペーンで来日した際、帝国ホテルでの記者会見で「クリント・イーストウッド」を超えるアクション・スターと宣伝されていますが、彼についてはどう思っているのでしょうか？」との質問に次のように答えている、「彼（イーストウッド）は、すごく偉大なスターだと思いますし、そういう意味では同じように日本でもビッグでポピュラーになりたいと思いますが、役者としては彼のようになりたいわけではありません。アクティングの鍵は自分のキャラクターを生かすことですから。これはマックイーンからのアドバイスなんです」
- シルヴェスター・スタローン（俳優）

長年の共和党支持者として親交が厚く、チャック・ノリスは、シルヴェスター・スタローン、ロバート・デュヴァルと共に2001年のブッシュ大統領就任式に出席している。また、2002年ロサンゼルス警察の支援団体「Badge & Eagle Foundation」のチャリティーイベントにも共に参加している。チャック・ノリスがホストを務めた特別番組『The Ultimate Stuntman: A Tribute to Dar Robinson』（1987年）にスタローンが出演し、スタローンがホストを務めたボクサー発掘番組『The Contender』（2005年、NBCのリアリティ・シリーズ）第5回のゲストには、スタローンの親しい俳優仲間としてチャック・ノリスがジェームス・カーンと共にゲスト出演。収録後のディナーパーティーも楽しんだ。スタローン主演の『エクスペンダブルズ2』への参加は、その二人のホットラインを通じて実現している。
1986年4月3日の来日記者会見では、「『地獄のヒーロー』『デルタ・フォース』はシルヴェスター・スタローンの『ランボー』と路線がよく似てますが彼については、どうでしょうか？」との質問に対し、「アクション映画としては類似していますが、スターとしては彼は私なんかよりずっとビッグでしょ。私は決してイーストウッドやスタローンと競争しようとは思っていません」と答えている。
- アーノルド・シュワルツェネッガー（俳優、元カリフォルニア州知事）

2003年、FOXテレビ『Hannity & Colmes』のインタビューにて「彼とは35年来の付き合いですが、生まれながらのリーダーの素質がある人物だと思っています」「私はアーノルドを全面的に支持しています」とシュワルツェネッガーが共和党候補としてカリフォルニア州知事へ立候補した際、チャック・ノリスは視聴者へアーノルドへの支持を呼びかけた。
- ジャン＝クロード・ヴァン・ダム（俳優、1980年、ヨーロッパ空手選手権ミドル級チャンピオン）

チャック・ノリス主演 『地獄のヒーロー』（1984年）にスタントマンとして参加、ヴァン・ダムはこれをきっかけにチャック・ノリスへ売り込みをかけ、チャックのトレーニングパートナー兼、彼の妻が経営するレストランの用心棒、ウェイターとなる。チャックの計らいでキャノン・フィルムのメナへム・ゴーランとのパイプを築き、ヴァン・ダムは、キャノンの『ブラッド・スポーツ』（1987年）で主演デビューを果たした。
- ドルフ・ラングレン（俳優、1979年、世界空手道選手権大会スウェーデン代表）

ラングレンは、2007年にチャック・ノリス、ジャン＝クロード・ヴァン・ダムとの共演アクション・コメディ映画を企画。具体的にチャック・ノリスとの打ち合わせも行われていた。伝説的な武道家の先輩として、また武道家出身のアクション俳優の先駆者としてチャックをリスペクトしているラングレンは、『エクスペンダブルズ2』へのノリスの出演が決定する以前から、取材に対し「チャック・ノリスは我々に必要です。例えばチームの指揮官に適任だと思います」と共演を渇望していた。
- ウェズリー・スナイプス（俳優）

1996年から2010年まで、チャック・ノリスがホストを務める（フィットネス器具）トータルジムのCMへ出演、トレーニングを共にし交友を持つ。2010年にスナイプスによって『Master Daddy』というアクション・コメディ映画の企画が発表され、希望する出演俳優の筆頭にチャック・ノリスの名を挙げていた。しかし脱税によりスナイプスの3年間の禁固刑が確定、企画は中断を余儀なくされた。
- マーティン・コーヴ（俳優）

チャック・ノリスが2001年のゴールデン・ブーツ・アワードを受賞した際、友人として彼へのプレゼンターを務める。
- ブランスコム・リッチモンド（俳優）

元スタントマンという経歴からノリスと親交を深め『ザ・ファントム/地獄のヒーロー4』（1988年）で共演。2003年、製作予定だったチャック・ノリス製作総指揮・主演のTVドラマ『The Guard』でもキャスティングされていた。
- マーシャル・R・ティーグ（俳優）

『炎のテキサス・レンジャー リターンズ』 （2004年）、『チャック・ノリスin地獄の銃弾』（2004年）で共演。イラク在留米軍への訪問の際は、友人としてチャック・ノリスに同行した。
- ノーブル・ウィリンガム（俳優）

下院議員候補として番組を去るまで『炎のテキサス・レンジャー』（1993年 - 2001年）に出演、共和党支持者として親交を深めた。
- ジャスティン・ビーバー（歌手）

彼が『レイト・ナイト・ウィズ・ジミー・ファロン』に出演した際のインタビューで、「もしジャスティンの映画をつくるとしたら誰にあなたの役を演じてほしいですか？」との質問に、「私の役……？　そうですね、多分チャック・ノリスですね」と答え。FOXニュースのインタビューでは、「『チャック・ノリスの真実』について、あれは本当だと思いますか？」との質問に、「それ本気で言ってるんですか？全部ホントに決まってるじゃないですか！」と即答した。
2010年10月12日のインタビューでは、「どうしてチャック・ノリスが好きなんですか？」との質問に、「みんなが私を学校まで追いかけてきて誘おうとする。そんなとき私はチャック・ノリスに会う予定が入ってるからダメと言うことにしています、みんなチャックは手が届かない存在だということを知っていますから。なんせチャック・ノリスですよ。誰も彼を追いかけることなんてできっこありません、そんな真似をしようものなら、そのときはみんな彼に追われる立場です」と、チャック・ノリス・ファクトで返すほどである。
ジャスティンはTwitter でも、CHESTNUTS is NOW IN THE TOP TEN ON ITUNES!!! I LOVE U!! LEGGO!!! DO IT FOR CHUCK NORRIS and USHER!!（今「Chestnuts」がiTunesでトップ10入りしました!!! みんな、大好きですよ!! 行きますよ〜!! チャック・ノリスとアッシャーのために協力してくださいね!!）というように、チャック・ノリスへのtweet が頻繁に見られる。
チャック・ノリスもジャスティンの誕生日にFacebook にて、Hey Justin Bieber Happy Birthday Your Friend Chuck Norris（ヘイ、ジャスティン・ビーバー、誕生日おめでとう、あなたの友人チャック・ノリス）とメッセージを発している。
- ウーピー・ゴールドバーグ（女優、コメディンヌ、歌手）

民主党支持者のウーピー・ゴールドバーグとは、膨大な政治的見解の違いにもかかわらず友人である。チャックは主演作 『地獄のコマンド』（1985年）の女性ジャーナリスト役に、ゴールドバーグのキャスティングを目指したが叶わなかった。代わりに決定したのは、元美人コンテストの女王（ミス・ロサンジェルス、ミス・カリフォルニアほか16のミス・コンテストで優勝、ミス・ユニバース世界大会四位、ミスUSA準優勝）として名を馳せ、『コットンクラブ』のアソシエイト・プロデューサーも担当したメリッサ・プロフェット。
- ロージー・オドネル（女優、コメディンヌ、司会者）

チャック・ノリスのファンとして知られ、オドネルが司会を務めた人気トーク番組 『ザ・ロージー・オドネル・ショー』（1996年 - 2002年）にチャックもゲストで出演している。
- シェリー・J・ウィルソン（女優）

代表作は 『ダラス』（1978 - 1991）。『ヘルバウンド/地獄のヒーロー5』（1993年）、『炎のテキサス・レンジャー』（1993年 - 2001年）、『炎のテキサス・レンジャー リターンズ』（2005年）と長きに渡り、チャック・ノリスのパートナー役で共演を重ねた彼女はスクリーン上と私生活でのチャックとの関係を問われ次のように答えた。「彼のマーシャルアーツは本当に美しく、まるでバレエのよう」「あなたたちが彼に期待する通り、チャックはとても誠実な人です。彼はテキサスの誇りでありアメリカ人の誇りです。ほとんどのアメリカ人は彼を支持しています。彼は都市部の子供達を麻薬から守り、教育を説く財団も創設しています。彼は本当に偉大な男性です！」
- ジャニン・ターナー（女優）

代表作 『クリフハンガー』（1993年）。チャック・ノリスが、エクゼクティブプロデューサーを務めた映画 『Birdie and Bogey』（2003年）へ出演、続いてチャックの製作総指揮・主演のTVM 『炎のテキサス・レンジャー リターンズ』（2005年）にもキャスティングされる。テキサス州のゴミ撲滅運動「Don't Mess with Texas」の20周年TV番組（2006年）でも共演し、2007年からはチャックがホストを務める（フィットネス器具）トータルジムのCMに出演を続け、現在もトレーニングを共にしている。
- ジョン・ミリアス（脚本家、映画監督）

全米ライフル協会の会員同士として親しい友人関係にある。ミリアスは、チャック・ノリス主演の『テキサスSWAT』（1983年）の共同脚本をノンクレジットで担当し、ミリアスが『戦場』（1989年）を企画した際はチャックが企画実現へ向け手助けをしている。
- ケン・グリフィー・ジュニア（元MLBプレイヤー）

グリフィーはシーズン・オフに、チャック・ノリス空手道場でトレーニングを積んでおり、チャック・ノリス空手道場の胴着を身に付けたチャックとグリフィーのツーショット写真が双方のファンのあいだでは有名である。
- エド・フィッシュマン（実業家、TVプロデューサー）

ラスベガスを中心にカジノを運営する「ハラスグループ」会長でアメリカ有数の資産家のひとり。スロットマシンの特許権や、クリスピー・クリーム・ドーナツのイギリス販売の権利を持つ。また、PRIDEの2006年ラスベガス大会開催にも尽力した。2006年から2007年にかけPRIDE本体の買収に動いた際のインタビューで「私の30年来の友人にチャック・ノリスという俳優がいるんですが、格闘技に詳しい彼に意見を求めたところ「『PRIDE』は世界でもナンバーワンのMMAイベントであり、ぜひアメリカへ持ってくるべき」と言うので、確信を持った」と語った。
- エリオ・グレイシー（武道家、グレイシー柔術創設者）

2003年、グレイシーの90歳の誕生日を兼ねた「グレイシー柔術記念博物館」のオープニング・パーティに友人として来賓で出席。
- ジェリー・ジェンキンス（作家）

150冊以上の著作を持つ。この10年間でamazon.com で販売された本の多数によって評価された、Amazon.com 10周年記念栄誉殿堂の著者ランキングで9位にランクインした。2003年、ニューヨーク・マンハッタンで行われたジェンキンスの新作著書のブック・パーティでチャック・ノリスはホストを務めた。作家としても活躍するチャックは、ジェンキンスのファンとしても知られている。
- デイヴ・ロエバー（元軍人）

ベトナム戦争の英雄として知られる。2004年のTV番組『Praise the Lord』にて、妻ジーナと共に鼎談もしている。
- ジョージ・H・W・ブッシュ（政治家、第41代アメリカ合衆国大統領）

1988年アメリカ合衆国大統領選挙でブッシュ大統領の選挙キャンペーンに参加。チャックとブッシュの二人は2週間以上もジョギングを共にした。そして大統領に就任したブッシュと、ホワイトハウスでチャックが昼食を共にした席で、ブッシュはチャックに尋ねた「これからのあなたの夢を聞かせてほしい」、このときチャックの語った夢にブッシュは共感し、ブッシュのバックアップを得る形で後にキックスタート・キッズ財団が創設される。NBCネットワークによって全米で放送されたチャックのバイオグラフィー番組『Hedlines & Legennds』にブッシュもインタビュー出演し次のように語った。「この（キックスタート）プログラムは素晴らしいと思いました。チャックは悪い環境から子供たちを救い出し、規律を教え、同時に夢や希望を持つことを教えました」。それを受けチャックはこう続けた、「国内全体にこのプログラムが広まったおかげで、学校での暴力や犯罪、ドラッグ、ギャング問題などが急激に減ったのです」
2004年にはブッシュ80歳の誕生日記念イベントのメインイベントである、数千メートル上空からのスカイダイビングの補佐を依頼される。その模様を伝えた、CBSの朝のニュース番組 『Eary Show』のインタビューでチャックは次のように答えた。「ブッシュ前大統領から電話があり、この仕事を頼まれた時は本当に光栄だと思いました。彼の誕生日に一緒に飛べるなんて。さらに、（米軍所属の）世界一のスカイダイビング・チームである“Golden Knights”と飛べるのですから！」
- ビル・クリントン（政治家、第42代アメリカ合衆国大統領）

共和党支持者で知られるチャック・ノリスだが、民主党の大統領候補であったビル・クリントンはチャック・ノリス空手道場の門下生であり、多くのボランティア活動でも行動を共にしている。そのチャックとクリントンのスパーリング風景は1992年アメリカ合衆国大統領選挙のテレビ報道で全米に伝えられた。
- マイク・ハッカビー（政治家、元アーカンソー州知事、FOXテレビ解説者）

2008年アメリカ大統領選挙において、共和党候補として出馬したハッカビーの応援団長を務め、選挙CMやイベントで共演し激しい選挙戦を共に戦った。その後も強い友人関係で結ばれており、ハッカビーがアンカーマンを務める番組への出演も多い。2012年5月15日にはハッカビー司会のFOXニュースにチャックの母、ウィルマが自著のパブを兼ね出演している。
- リック・ペリー（政治家、テキサス州知事）

2002年にチャック・ノリスと共に、ムーア・マス・サイエンステクノロジー付属中学を訪れ、二人は「学校を辞めてはいけない！ドラッグを絶対にやってはいけない！」をテーマに講演を行い、学生たちとの交流をはかった。2010年のチャック・ノリスが名誉会員に選ばれたテキサス・レンジャー殿堂入り式典では祝辞とプレゼンターを務めた。

### チャック・ノリス・ファクト

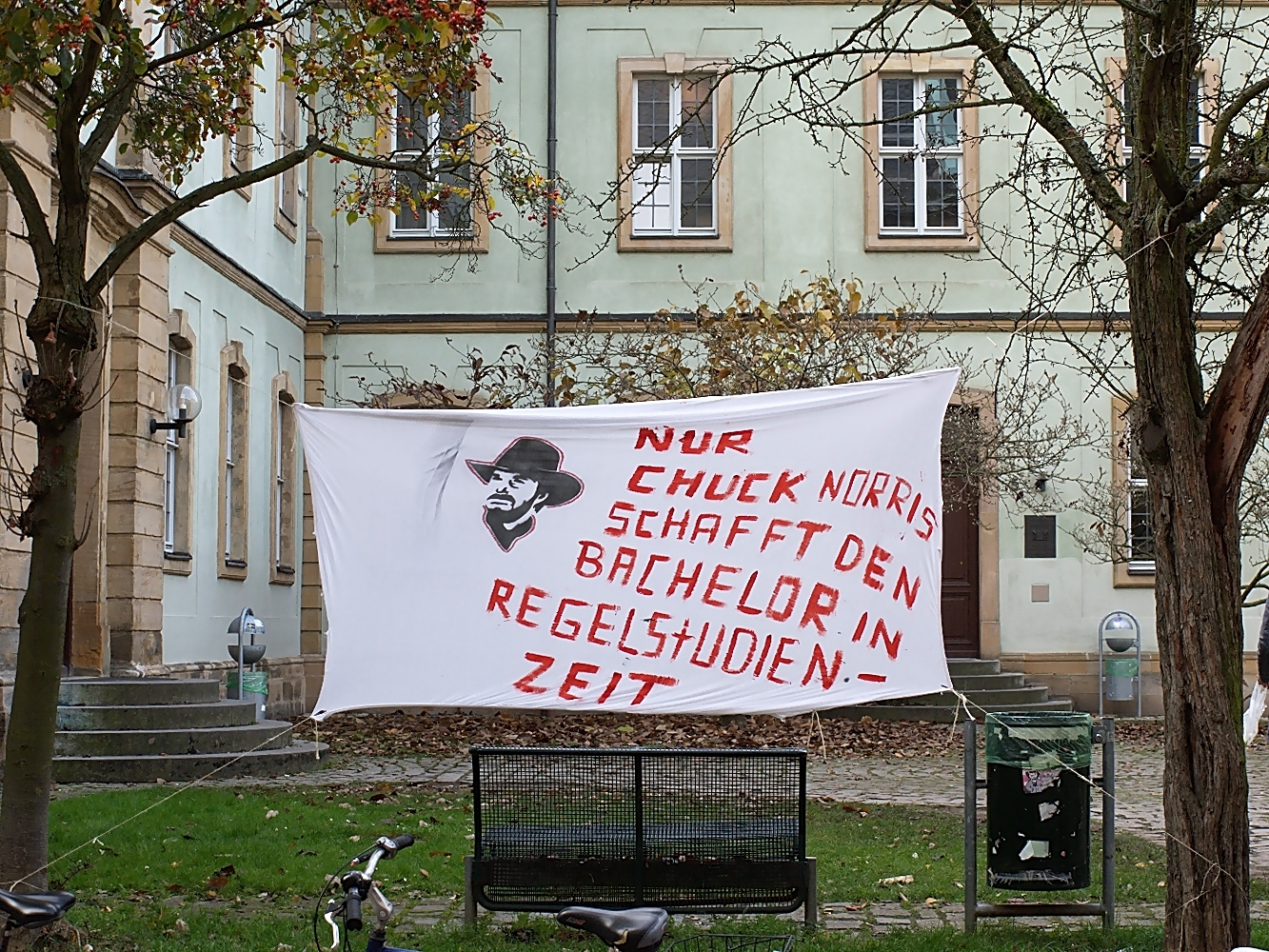
ドイツのバンベルク大学に掲げられた、チャック・ノリス・ファクト式の抗議の旗（標準学期数の期間内に学士号を得られるのは、チャック・ノリスだけだ）。

アメリカでは、その英雄的な偉業と、映画・テレビドラマの主演作で見せる比類なき屈強に洗練されたキャラクター像から、彼を題材にしたチャック・ノリス・ファクトなるものがあり、アメリカの大衆文化を代表する“ポップカルチャー・アイコン”として、人々の間でジョークの定番となっている。“チャック・ノリス”という名詞は、もはや一俳優を表すものだけではなく一人歩きをしており、発祥となったインターネットを飛び越えて一般に、“強さ” “完璧さ”を表す慣用句とさえなっている。
チャック・ノリスがコラムニスト・デビューを飾った2006年10月23日の『ワールド・ネット・デイリー』（WorldNetDaily）の連載は"On Chuck Norris 'mania' sweeping the Net"（チャック・ノリス“マニア”がネットを席巻）と題され、彼自身によりチャック・ノリス・ファクトに対し肯定する意見が述べられた。その際、彼自身が一例として出したファクトは以下の3つである。
- When the Boogeyman goes to sleep every night, he checks his closet for Chuck Norris.
（毎晩、ブギーマンは寝る前に自宅のクローゼットにチャック・ノリスが潜んでいないかチェックします）
- Chuck Norris doesn't read books. He just stares them down until he gets the information he wants.
（チャック・ノリスは本を読みません。彼は、ただ彼の欲する情報が得られるまで本を睨み続けます）
- Outer space exists because it’s afraid to be on the same planet with Chuck Norris.
（宇宙が存在するのは、チャック・ノリスと同じ惑星に居ることを恐れているから）

## キャノン・フィルムズの興亡
『地獄のヒーロー』シリーズや『地獄のコマンド』、『デルタ・フォース』がもたらした莫大な収益（255万ドルで製作された『地獄のヒーロー』は米国内の劇場だけで2281万2500ドルの興行収入を上げ、更に当時、国際的に拡大したビデオマーケットの爆発的な高収益に加え、欧州や南米でも大ヒットを記録）は独立系スタジオ、キャノン・フィルムズを株式上場企業へと導き、準メジャーの域にまで会社を拡大させることに繋がった。ドル箱であるチャック・ノリス主演映画を他社に渡したくなかったキャノンは、1986年『デルタ・フォース』の公開後にチャック・ノリスと10年契約という前例のない長期契約を結んでいる（CNN『ショウビズトゥデイ』はキャノンの上場と合わせ、それを齎したチャック・ノリスのキャノンへの貢献と、この異例の契約を驚きをもって報じた）。チャックはこのキャノンからの申し出を快諾し契約にサインをする。これはアメリカン・シネマ時代、映画会社から受けた仕打ちとは正反対のキャノンの対応を意気に感じたためである。
そのアメリカン・シネマは最も規模の小さかった独立系スタジオであったが、『暗黒殺人指令』から『オクタゴン』までの成功によって上場も遂げ、当時ハリウッドの独立系のなかで、最も大きいスタジオにまで成長する。しかし経営陣の判断は「もう空手映画の時代は終わった」と、チャック・ノリス主演作の打ち切りを決定した。会社の成長を、それに関わった人間として誇りに想っていた彼は、そのビジネスの冷酷さに打ちひしがれた。
ちなみに、チャック・ノリスの主演作から手を引いたアメリカン・シネマのその後は、キャノンの大躍進を尻目に、製作した映画全てが興行的失敗を重ねて倒産。
チャック・ノリスと長期契約を交わしたことで、アメリカン・シネマの轍は踏まないであろうと思われたキャノン・フィルムズであったが、アメリカン・シネマとは、また別な意味での大きな失態を演じ破産に追い込まれることになる。実際に劇場に足を運びチケット代金を支払う多くの観客から支持を受ける勧善懲悪のアクション映画も、一部の例外的作品を除き大概は、劇場試写に蔓延るアート畑の批評家たちからの酷評の的になるのが常であった。
そこでキャノンのメナハム・ゴーランは、そんな批評家連中をねじ伏せるべく、カンヌのパルム・ドールを本気で狙い文芸映画に着手。アート・ムービーに巨額の投資をしてしまうのである。そのような経緯で贅の限りを尽くして完成した一編が『ゴダールのリア王』（1987年）である。監督ジャン＝リュック・ゴダールの手配で、ウディ・アレン、レオス・カラックス、ピーター・セラーズ、ジュリー・デルピー、フレディ・ビュアシュなど、アート系作品のスタッフ、キャスト、批評家ら錚々たる顔ぶれが総動員された。
批評はゴーランの目論み通り、「シェイクスピアを1980年代的に脱構築した芸術としての“映画”の再発明」、「重層的にインサートされた“イメージ”の数々の美しい映像」、「芸術の創造と享受の混在するメタフィクショナル」など、有らん限りの美辞麗句がアート系の批評家によって並べ立てられるが、その「ゴダールの傑作」の興行収入は米国内でたったの6万2,000ドルという、目もあてられないほどの興行的失敗作となる（ビデオマーケットでも不振を極めたうえに、カナダ以外では劇場公開さえされず）。このようなアート・ムービーの無残な興行的失敗が痛手となってキャノンは深刻な財務悪化状態に陥り、負の余波は以後の他の作品にも一様に影響。予算の急激な縮小を迫られた結果、観客を裏切る小粒な映画ばかりとなり、作品からはキャノンの持ち味であった“ケレンミ”が失われた。こうなるともう、それはただの“ハッタリ”に過ぎず、以前の勢いを取り戻すことのないまま1990年代初頭“キャノン帝国”は、その歴史に幕を降ろした。

## 出演作品

### 映画
| 年度   | タイトル 原題                                                           | クレジット 役名                                                                 | 監督 製作スタジオ | 備考                                            | 日本公開 配給                                                          | VHS日本発売 発売・販売                                                     | DVD日本発売 発売・販売                                  | Blu-ray日本発売 発売・販売                              |
| ------ | ----------------------------------------------------------------------- | ------------------------------------------------------------------------------- | --- | ----------------------------------------------- | ---------------------------------------------------------------------- | -------------------------------------------------------------------------- | ------------------------------------------------------- | ------------------------------------------------------- |
| 1968年 | グリーン・ベレー The Green Berets                                       | 武術パフォーマー                                                                | ジョン・ウェイン ワーナー・ブラザース                                                                                       |                                                 | 1968/07/27 ワーナー・ブラザース                                        | 1986/08/25 ワーナー・ホーム・ビデオ                                        | 2000/04/21 ワーナー・ホーム・ビデオ                     | 2010/7/14 ワーナー・ホーム・ビデオ                      |
| 1969年 | サイレンサー（第4弾）/破壊部隊 The Wrecking Crew                        | 出演（端役）、アクション・シーン振り付け（ブルース・リーと共同）※ノンクレジット | フィル・カールソン コロンビア・ピクチャーズ                                                                                 |                                                 | 1969/04/08 コロンビア・ピクチャーズ                                    | 1990/09/21 RCAコロンビア・ピクチャーズ・インターナショナル・ビデオ         | 2005/11/23 ソニー・ピクチャーズ                         |                                                         |
| 1972年 | ドラゴンへの道 The Way of the Dragon                                    | 出演（敵役） コルト・ロバーツ                                                   | ブルース・リー ゴールデン・ハーベスト、コンコルド・ピクチャーズ                                                             |                                                 | 1975/01/25 東映                                                        | 1990/06/21 ポニーキャニオン                                                | 1998/07/25 ハピネット・ピクチャーズ                     | 2010/11/26 パラマウント・ホーム・エンタテインメント     |
| 1973年 | いけない女教師 The Student Teachers                                     | 出演（端役）、空手インストラクター                                              | ジョナサン・キャプラン ニューワールド・ピクチャーズ                                                                         |                                                 |                                                                        | 1991/03/29 東芝映像ソフト                                                  |                                                         |                                                         |
| 1974年 | チャック・ノリス in 地獄の刑事 Slaughter in San Francisco               | 出演（悪役） ボス                                                               | ロー・ウェイ ゴールデン・ハーベスト                                                                                         |                                                 |                                                                        | 1988/03/21 ポニーキャニオン                                                |                                                         |                                                         |
| 1977年 | チャック・ノリスの ブレイカー・ブレイカー Breaker! Breaker!             | 主演、アクション・シーン振り付け ジョン・デヴィッド・ドーズ                     | ドン・ヒューイット アメリカン・インターナショナル・ピクチャーズ                                                             |                                                 |                                                                        | 1987/11/21 東芝映像ソフト                                                  |                                                         |                                                         |
| 1978年 | 暗黒殺人指令 Good Guys Wear Black                                       | 主演、アクション・シーン振り付け ジョン・T・ブッカー                            | テッド・ポスト アメリカン・シネマ                                                                                           | 自主上映（フォー・ウォール・システム）          |                                                                        | 1985/06/05 ベストロン・ビデオ                                              |                                                         |                                                         |
| 1979年 | フォース・オブ・ワン A Force of One                                     | 主演、アクション・シーン振り付け マッド・ローガン                               | ポール・アーロン アメリカン・シネマ                                                                                         | 自主上映（フォー・ウォール・システム）          |                                                                        | 1987/01/21 パック・イン・ビデオ                                            |                                                         |                                                         |
| 1980年 | オクタゴン The Octagon                                                  | 主演、アクション・シーン振り付け スコット・ジェームス                           | エリック・カーソン アメリカン・シネマ                                                                                       |                                                 |                                                                        | 1986/12/16 パック・イン・ビデオ                                            |                                                         |                                                         |
| 1981年 | 香港コネクション An Eye for an Eye                                      | 主演 ショーン・カーン                                                           | ステーブ・カーヴァー アダムス・アップル・フィルム                                                                           |                                                 |                                                                        | 1985/04/21 エンバシー・ホーム・エンターテインメント                        |                                                         |                                                         |
| 1982年 | バイオニック・マーダラー Silent Rage                                    | 主演 ダン・スティーブンス保安官                                                 | マイケル・ミラー コロンビア・ピクチャーズ                                                                                   | 全米初登場4位                                   |                                                                        | 1987/06/21 RCAコロンビア・ピクチャーズ・インターナショナル・ビデオ         |                                                         |                                                         |
| 1982年 | チャック・ノリスの 地獄の復讐 Forced Vengeance                          | 主演 ジョシュ・ランドール                                                       | ジェームス・ファーゴ MGM | 全米初登場16位                                  |                                                                        | 1986/12/05 日本ヘラルド、ポニーキャニオン                                  | 2006/07/12 ワーナー・ホーム・ビデオ                     |                                                         |
| 1983年 | テキサスSWAT Lone Wolf McQuade                                          | 主演 J・J・マックウェード                                                       | ステーブ・カーヴァー オライオン・ピクチャーズ、トップキック・プロダクション                                                 | 全米初登場1位                                   | 1985/11/23 コロムビア・ピクチャーズ                                    | 1991/11/21（再発） ベストロン・ビデオ、ポニーキャニオン                    | 2004/05/21 20世紀フォックス・ホーム・エンターテイメント | 2012/10/12 20世紀フォックス・ホーム・エンターテイメント |
| 1984年 | 地獄のヒーロー Missing in Action                                        | 主演 ジェームズ・ブラドック大佐                                                 | ジョセフ・ジトー キャノン・フィルムズ                                                                                       | 全米初登場1位                                   | 1985/06/22 日本ヘラルド                                                | 1985/07/21 ヘラルド・エンタープライズ、ポニーキャニオン                    | 2004/05/21 20世紀フォックス・ホーム・エンターテイメント | 2012/10/12 20世紀フォックス・ホーム・エンターテイメント |
| 1985年 | チャック・ノリスの 地獄のヒーロー2 Missing in Action 2: The Beginning   | 主演 ジェームズ・ブラドック大佐                                                 | ランス・フール キャノン・フィルムズ                                                                                         | 全米初登場3位                                   |                                                                        | 1987/01/14 東北新社ホームビデオ、東映ビデオ                                |                                                         |                                                         |
| 1985年 | 野獣捜査線 Code of Silence                                              | 主演 エディ・キューザック                                                       | アンドリュー・デイヴィス オライオン・ピクチャーズ、レイモンド・ワグナー・プロダクション                                     | 全米初登場1位                                   | 1985/11/02 ワーナー・ブラザース                                        | 1990/06/21（再発） RCAコロンビア・ピクチャーズ・インターナショナル・ビデオ | 2004/05/21 20世紀フォックス・ホーム・エンターテイメント | 2012/10/12 20世紀フォックス・ホーム・エンターテイメント |
| 1985年 | 地獄のコマンド Invasion U.S.A.                                          | 脚色、主演 マット・ハンター                                                     | ジョセフ・ジトー キャノン・フィルムズ                                                                                       | 全米初登場1位                                   | 1986/07/05 日本ヘラルド                                                | 1986/08/21 東芝映像ソフト                                                  | 2004/05/21 20世紀フォックス・ホーム・エンターテイメント | 2024/05/10 TCエンタテインメント                         |
| 1986年 | デルタ・フォース The Delta Force                                        | 主演 スコット・マッコイ少佐                                                     | メナハム・ゴーラン キャノン・フィルムズ                                                                                     | 全米初登場3位 日本プロモーション初来日          | 1986/05/24 松竹富士                                                    | 1986/07/21 東芝映像ソフト                                                  | 2004/05/21 20世紀フォックス・ホーム・エンターテイメント | 2012/10/12 20世紀フォックス・ホーム・エンターテイメント |
| 1986年 | ファイアーウォーカー Firewalker                                         | 主演 マックス・ドニガン                                                         | J・リー・トンプソン キャノン・フィルムズ                                                                                    | 全米初登場4位                                   |                                                                        | 1988/05/13 ワーナー・ホーム・ビデオ                                        |                                                         |                                                         |
| 1988年 | ブラドック/地獄のヒーロー3 Braddock: Missing in Action III              | 脚本、主演 ジェームズ・ブラドック大佐                                           | アーロン・ノリス キャノン・フィルムズ                                                                                       | 全米初登場6位                                   | 1988/04/09 日本ヘラルド                                                | 1988/08/21 日本ヘラルド・ビデオグラム                                      |                                                         |                                                         |
| 1988年 | ザ・ファントム/地獄のヒーロー4 Hero and the Terror                      | 主演 ダニー・オブライエン                                                       | ウィリアム・タネン キャノン・フィルムズ                                                                                     | 全米初登場12位                                  | 1989/11/25 日本ヘラルド                                                | 1990/06/21 日本ヘラルド、ポニーキャニオン                                  |                                                         |                                                         |
| 1990年 | デルタフォース2 Delta Force 2: The Colombian Connection                 | 主演 スコット・マッコイ大佐                                                     | アーロン・ノリス キャノン・フィルムズ                                                                                       | 全米初登場11位                                  | 1991/02/16 日本ヘラルド                                                | 1991/06/28 日本ヘラルド、東芝映像ソフト                                    |                                                         | 2024/12/25 ナイル大商店                                 |
| 1991年 | ザ・ヒットマン/危険な標的 The Hitman                                    | 主演 クリフ・ギャレット/ダニー・グローガン                                      | アーロン・ノリス キャノン・フィルムズ                                                                                       | 全米初登場12位                                  |                                                                        | 1992/08/07 ワーナー・ホーム・ビデオ                                        |                                                         |                                                         |
| 1992年 | サイドキックス Sidekicks                                                | 製作総指揮、主演 チャック・ノリス                                               | アーロン・ノリス ギャラリー・フィルム                                                                                       | 全米初登場2位                                   |                                                                        | 1993/09/23 東北新社、パック・イン・ビデオ                                  |                                                         |                                                         |
| 1993年 | チャック・ノリス in ヘルバウンド/地獄のヒーロー5 Hellbound              | 主演 フランク・シャッター                                                       | アーロン・ノリス キャノン・ピクチャーズ                                                                                     |                                                 | 1994/03/26 日本ヘラルド                                                | 1994/09/23 日本ヘラルド、ビクターエンタテインメント                        |                                                         |                                                         |
| 1993年 | Wind in the Wire                                                        | 出演 チャック・ノリス                                                           | エンドレ・ヒューレス ABC | カントリー歌手ランディ・トラヴィス主演、PV風TVM |                                                                        |                                                                            |                                                         |                                                         |
| 1993年 | テキサス・レンジャー Walker, Texas Ranger: One Riot, One Ranger         | 主演 コーデル・ウォーカー                                                       | ヴァージル・W・ヴォーゲル CBS、コロンビア・ピクチャーズ・テレビジョン、キャノン・テレビジョン、トップキック・プロダクション | TVシリーズ・パイロット版 (Season 1, Episode 1)  | 2000/10〜2001/09（TV放映） スーパーチャンネル（現・スーパー!ドラマTV） | 1994/02/04 ワーナー・ホーム・ビデオ                                        |                                                         |                                                         |
| 1994年 | テキサス・レンジャー2 Walker, Texas Ranger: Something in the Shadows    | 主演、主題歌 コーデル・ウォーカー                                               | トニー・モルデンテ、マイケル・プリーズ CBS、コロンビア・ピクチャーズ・テレビジョン、トップキック・プロダクション            | TVシリーズ (Season 2, Episode 12, 13)           | 2000/10〜2001/09（TV放映） スーパーチャンネル                          | 1994/12/22 ワーナー・ホーム・ビデオ                                        |                                                         |                                                         |
| 1994年 | テキサス・レンジャー3 Walker, Texas Ranger: Deadly Reunion              | 主演、主題歌 コーデル・ウォーカー                                               | マイケル・プリーズ CBS、コロンビア・ピクチャーズ・テレビジョン、トップキック・プロダクション                                | TVシリーズ (Season 2, Episode 22)               | 2000/10〜2001/09（TV放映） スーパーチャンネル                          | 1995/11/02 ワーナー・ホーム・ビデオ                                        |                                                         |                                                         |
| 1994年 | テキサス・レンジャー4 Walker, Texas Ranger: The Road to Black Bayou     | 主演、主題歌 コーデル・ウォーカー                                               | マイケル・プリーズ CBS、コロンビア・ピクチャーズ・テレビジョン、トップキック・プロダクション                                | TVシリーズ (Season 3, Episode 7)                | 2002/10〜2003/01（TV放映） スーパーチャンネル                          | 1996/02/29 ワーナー・ホーム・ビデオ                                        |                                                         |                                                         |
| 1995年 | ダーク・テリトリー Walker, Texas Ranger: War Zone                       | 製作総指揮、主演、主題歌 コーデル・ウォーカー                                   | マイケル・プリーズ CBS、コロンビア・ピクチャーズ・テレビジョン、トップキック・プロダクション                                | TVシリーズ (Season 3, Episode 15)               | 2002/10〜2003/01（TV放映） スーパーチャンネル                          | 1996/09/05 ワーナー・ホーム・ビデオ                                        |                                                         |                                                         |
| 1995年 | トップ・ドッグ Top Dog                                                  | 主演 ジェイク・ワイルダー                                                       | アーロン・ノリス ライブ・エンタテインメント                                                                                 | 全米初登場8位                                   |                                                                        | 1995/11/22 パイオニアLDC                                                   |                                                         |                                                         |
| 1996年 | ザ・サバイバー Forest Warrior                                           | 主演 マッケンナ                                                                 | アーロン・ノリス ヌー・イメージ                                                                                             | OV                                              | 1996/06/25 アスキー映画                                                | 1996/09/20 アスキー映画、ポニーキャニオン                                  | 2009/01/30 アートポート                                 |                                                         |
| 1998年 | 地獄の捜査線 Logan's War: Bound by Honor                                | 原案、製作総指揮、主演 ジェイク・ファーロン                                     | マイケル・プリーズ CBS、ノリス・ブラザーズ・エンタテインメント                                                              | TVM                                             |                                                                        | 2003/11/07 エスピーオー                                                    | 2003/11/07 エスピーオー                                 |                                                         |
| 2000年 | 地獄のヒーロー/ザ・プレジデント・マン The President's Man               | 製作総指揮、主演 ジョシュア・マッコード                                         | マイケル・プリーズ CBS、ノリス・ブラザーズ・エンタテインメント                                                              | TVM                                             | 2004/12/23（TV放映） テレビ東京                                        | 2001/05/25 マクザム                                                        | 2001/05/25 マクザム                                     |                                                         |
| 2002年 | 地獄のヒーロー/グラウンド・ゼロ The President's Man: A Line in the Sand | 製作総指揮、主演 ジョシュア・マッコード                                         | エリック・ノリス CBS、ノリス・ブラザーズ・エンタテインメント                                                                | TVM                                             |                                                                        | 2003/01/24 アップセット                                                    | 2003/01/24 アップセット                                 |                                                         |
| 2002年 | Bells of Innocence                                                      | 出演 マシュー                                                                   | アリン・ビジャン ノリス・フィルムワークス                                                                                   |                                                 |                                                                        |                                                                            |                                                         |                                                         |
| 2003年 | Birdie & Bogey                                                          | 製作総指揮                                                                      | マイク・ノリス ノリス・ファミリー・フィルムズ                                                                               |                                                 |                                                                        |                                                                            |                                                         |                                                         |
| 2004年 | ドッジボール Dodgeball: A True Underdog Story                           | 出演（カメオ） チャック・ノリス                                                 | ローション・マーシャル・サーバー 20世紀フォックス                                                                           | 全米初登場1位                                   | 2005/04/29 20世紀フォックス                                            |                                                                            | 2005/08/05 20世紀フォックス・ホーム・エンターテイメント | 2010/10/27 20世紀フォックス・ホーム・エンターテイメント |
| 2005年 | 炎のテキサス・レンジャー リターンズ Walker, Texas Ranger: Trial by Fire | 製作総指揮、主演 コーデル・ウォーカー                                           | アーロン・ノリス CBS、ノリス・ブラザーズ・エンタテインメント                                                                | TVM                                             | 2008/10/07（TV放映） スーパー!ドラマTV                                 |                                                                            |                                                         |                                                         |
| 2005年 | チャック・ノリス in 地獄の銃弾 The Cutter                               | 製作総指揮、主演 ジョン・シェパード                                             | ウィリアム・タネン ヌー・イメージ                                                                                           | OV                                              |                                                                        |                                                                            | 2006/07/28 アートポート                                 |                                                         |
| 2007年 | Inside World Combat League                                              | 製作総指揮                                                                      | | TVM                                             |                                                                        |                                                                            |                                                         |                                                         |
| 2012年 | エクスペンダブルズ2 The Expendables 2                                   | 出演（アンサンブル・キャスト） J・B・ブッカー                                   | サイモン・ウェスト ヌー・イメージ                                                                                           | 全米初登場1位 LAプレミア参加                    | 2012/10/20 松竹、ポニーキャニオン、電通                                |                                                                            | 2013/03/02 ポニーキャニオン                             | 2013/03/02 ポニーキャニオン                             |
| 2013年 | （邦題未定） The Novice                                                 | 製作総指揮、主演 エドガー                                                       | アーロン・ノリス Tayronaフィルムズ                                                                                          | （現在）プリプロダクション                      |                                                                        |                                                                            |                                                         |                                                         |
| 2015年 | （邦題未定） The Finisher                                               | 主演                                                                            | 未定 | （現在）プリプロダクション                      |                                                                        |                                                                            |                                                         |                                                         |

#### 主要各国・DVDリリース状況
| タイトル                                         | アメリカ | ドイツ | フランス | イギリス | イタリア | スペイン | 日本 | ロシア |
| ------------------------------------------------ | -------- | ------ | -------- | -------- | -------- | -------- | ---- | ------ |
| サイレンサー（第4弾）/破壊部隊                   | 〇       | 〇     | 〇       | 〇       | 〇       | 〇       | 〇   |        |
| ドラゴンへの道                                   | 〇       | 〇     | 〇       | 〇       | 〇       | 〇       | 〇   | 〇     |
| チャック・ノリス in 地獄の刑事                   |          |        | 〇       | 〇       | 〇       |          |      |        |
| チャック・ノリスの ブレイカー・ブレイカー        | 〇       | 〇     | 〇       | 〇       |          | 〇       |      |        |
| 暗黒殺人指令                                     | 〇       | 〇     | 〇       | 〇       |          | 〇       |      |        |
| フォース・オブ・ワン                             | 〇       | 〇     | 〇       | 〇       | 〇       | 〇       |      |        |
| オクタゴン                                       | 〇       | 〇     | 〇       | 〇       | 〇       | 〇       |      |        |
| 香港コネクション                                 | 〇       | 〇     | 〇       | 〇       | 〇       | 〇       |      | 〇     |
| バイオニック・マーダラー                         | 〇       | 〇     | 〇       | 〇       |          | 〇       |      | 〇     |
| チャック・ノリスの 地獄の復讐                    | 〇       | 〇     | 〇       | 〇       |          | 〇       | 〇   | 〇     |
| テキサスSWAT                                     | 〇       | 〇     | 〇       | 〇       | 〇       | 〇       | 〇   | 〇     |
| 地獄のヒーロー                                   | 〇       | 〇     | 〇       | 〇       | 〇       | 〇       | 〇   | 〇     |
| チャック・ノリスの 地獄のヒーロー2               | 〇       | 〇     | 〇       | 〇       | 〇       | 〇       |      |        |
| 野獣捜査線                                       | 〇       | 〇     | 〇       | 〇       | 〇       | 〇       | 〇   | 〇     |
| 地獄のコマンド                                   | 〇       | 〇     | 〇       | 〇       | 〇       | 〇       | 〇   | 〇     |
| デルタ・フォース                                 | 〇       | 〇     | 〇       | 〇       | 〇       | 〇       | 〇   | 〇     |
| Chuck Norris: Karate Kommandos                   | 〇       |        |          |          |          |          |      |        |
| ファイアーウォーカー                             | 〇       | 〇     | 〇       | △        | 〇       | 〇       |      | 〇     |
| ブラドック/地獄のヒーロー3                       | 〇       | 〇     |          | 〇       | 〇       | 〇       |      |        |
| ザ・ファントム/地獄のヒーロー4                   | 〇       | 〇     | 〇       | 〇       |          | 〇       |      | 〇     |
| デルタフォース2                                  | 〇       | 〇     | 〇       | 〇       | 〇       | 〇       |      | 〇     |
| ザ・ヒットマン/危険な標的                        | 〇       | 〇     | 〇       | 〇       |          | 〇       |      |        |
| サイドキックス                                   | 〇       | 〇     | 〇       | △        | 〇       | 〇       |      | 〇     |
| チャック・ノリス in ヘルバウンド/地獄のヒーロー5 | 〇       | 〇     | 〇       | 〇       | 〇       | 〇       |      | 〇     |
| 炎のテキサス・レンジャー / シーズン1             | 〇       | 〇     | 〇       | 〇       | 〇       | 〇       |      | 〇     |
| 炎のテキサス・レンジャー / シーズン2             | 〇       | 〇     | 〇       | 〇       | 〇       | 〇       |      | 〇     |
| 炎のテキサス・レンジャー / シーズン3             | 〇       | 〇     | 〇       | 〇       | 〇       | 〇       |      | 〇     |
| 炎のテキサス・レンジャー / シーズン4             | 〇       | 〇     | 〇       | 〇       | 〇       | 〇       |      | 〇     |
| 炎のテキサス・レンジャー / シーズン5             | 〇       | 〇     | 〇       | 〇       | 〇       | 〇       |      | 〇     |
| 炎のテキサス・レンジャー / シーズン6             | 〇       | 〇     | 〇       | 〇       | 〇       | 〇       |      | 〇     |
| 炎のテキサス・レンジャー / シーズン7             | 〇       | 〇     | 〇       | 〇       | 〇       | 〇       |      | 〇     |
| 炎のテキサス・レンジャー / ファイナル・シーズン  | 〇       | 〇     | 〇       | 〇       | 〇       | 〇       |      | 〇     |
| トップ・ドッグ                                   | 〇       | 〇     | 〇       | 〇       | 〇       | 〇       |      |        |
| ザ・サバイバー                                   | 〇       | 〇     | 〇       | 〇       | 〇       | 〇       | 〇   | 〇     |
| 地獄の捜査線                                     | 〇       | 〇     | 〇       | 〇       |          | 〇       | 〇   |        |
| 地獄のヒーロー/ザ・プレジデント・マン            | 〇       | 〇     | 〇       | 〇       | 〇       | 〇       | 〇   | 〇     |
| 地獄のヒーロー/グラウンド・ゼロ                  | 〇       | 〇     | 〇       | 〇       | 〇       | 〇       | 〇   |        |
| Bells of Innocence                               | 〇       |        | 〇       | 〇       |          | 〇       |      | 〇     |
| ドッジボール                                     | 〇       | 〇     | 〇       | 〇       | 〇       | 〇       | 〇   | 〇     |
| 炎のテキサス・レンジャー リターンズ              | 〇       | 〇     | 〇       | △        | 〇       | 〇       |      |        |
| チャック・ノリスin地獄の銃弾                     | 〇       | 〇     | 〇       | 〇       | 〇       | 〇       | 〇   | 〇     |
| エクスペンダブルズ2                              | 〇       | 〇     | 〇       | 〇       | 〇       | 〇       | 〇   | 〇     |

※ 〇印はDVD発売、△印はリージョン2の吹き替え又は字幕版がインポートされているタイトル。水色はBlu-ray Discが発売されている、緑はリージョンBの吹き替え又は字幕版がインポートされている国。

### TVシリーズ出演・製作作品
- 1970年 - Room222（製作： 20世紀フォックス・テレビジョン） 出演（本人役）
- 1973年 - Flip（製作： NBC、ボブ・ヘンリー・プロダクション） 出演（本人役）
- 1986年 - Chuck Norris: Karate Kommandos（製作： ルビー・スピアーズ・プロダクション）
※TVアニメ・シリーズ 声の出演（主役 本人役）
- 1993年 - 2001年 炎のテキサス・レンジャー
Walker, Texas Ranger（製作： CBS、コロンビア・ピクチャーズ・テレビジョン、トップキック・プロダクション）
製作総指揮、ストーリー考案、主演（コーデル・ウォーカー）、主題歌
- 1999年 - サンズ・オブ・サンダー
Sons of Thunder（製作： CBS、コロンビア・ピクチャーズ・テレビジョン、ノリス・ブラザーズ・エンタテインメント）
製作総指揮、出演（コーデル・ウォーカー）
- 2000年 - L.A.大捜査線 マーシャル・ロー
Martial Law（製作： CBS、20世紀フォックス・テレビジョン、カールトン・キューズ・プロダクション） ゲスト出演（コーデル・ウォーカー）
- 2003年 - Yes, Dear（製作： CBS、20世紀フォックス・テレビジョン、アミーゴ・ガルシア・プロダクション） ゲスト出演（本人役）

### ドキュメンタリー映画出演
- 1973年 - ブルース・リーの生と死
李小龍的生與死 / Bruce Lee: The Man and The Legend （監督： ウー・シン、製作： ゴールデン・ハーベスト）
出演： ブルース・リー、スティーヴ・マックイーン、チャック・ノリス、ジェームス・コバーン、カリーム・アブドゥル＝ジャバー、ダン・イノサイド、ボブ・ウォール、ロバート・ベーカー、ジョージ・レイゼンビー、サモ・ハン・キンポー、リンダ・リー・キャドウィル、ロバート・クローズ、スターリング・シリファント、レイモンド・チョウ、他
- 1976年 - The Warrior Within （監督： バート・ロッシュビー、製作： シネベスト・インターナショナル）
出演： チャック・ノリス、ダン・イノサイド、マイク・ストーン、ブルース・ライ、フミオ・デムラ、他
- 1993年 - 実録ブルース・リー/ドラゴンと呼ばれた男
The Curse of the Dragon （監督： トム・クーン、フレッド・ワイントロープ、製作総指揮： ボブ・ウォール、製作： (不明)）
出演： チャック・ノリス、ダン・イノサイド、カリーム・アブドゥル＝ジャバー、ボブ・ウォール、ロバート・ベーカー、ターキー木村、ジャン＝クロード・ヴァン・ダム、ブランドン・リー、リンダ・リー・キャドウィル、フレッド・ワイントローブ  / ナレーター： ジョージ・タケイ
- 2009年 - Mile High: How to Win... and Lose... the White House
（監督： トッド・ランカスター、カサンドラ・ニコルズ、製作： エーテル・フィルム）
2008年アメリカ大統領選挙を、候補者とアメリカを代表するジャーナリスト達へのインタビューで振り返るドキュメンタリー
インタビュー出演： ダン・ラザー、ティム・ラサート、ジョー・スカーバラ、パット・ブキャナン、テリー・マコーリフ、ジョー・クライン、ロン・ポール、スティーブ・フォーブス、チャック・ノリス、テッド・ケネディ、ジェシー・ジャクソン、アンドレア・ミッチェル、カール・キャメロン、バリー・ゴールドウォーター、マイク・ハッカビー、バラク・オバマ、キース・オルバーマン、ジョン・マケイン、ミット・ロムニー、ヒラリー・クリントン、ビル・クリントン、ビル・リチャードソン、クリス・ドッド、ジョン・エドワーズ、他（クレジット順）
- 2012年 - Answering The Call （製作： キックスタート・キッズ財団）
チャック・ノリスの2007年イラク在留米軍基地への慰問を記録したドキュメンタリーフィルム
出演： チャック・ノリス、マーシャル・R・ティーグ、他
- 2014年 - Electric Boogaloo: The Wild, Untold Story of Cannon Films
（監督： マーク・ハートリー、製作： XYZフィルムズ）
1980年代のハリウッドを席捲した映画スタジオ、キャノン・フィルムにスポットを当てるドキュメンタリー
出演： メナハム・ゴーラン、ヨーラン・グローバス、チャック・ノリス、ジャン＝クロード・ヴァン・ダム、ドルフ・ラングレン、マイケル・ダディコフ、フランコ・ネロ、ロバート・フォスター、リチャード・チェンバレン、シビル・ダニング、シルビア・クリステル、ロビン・シャーウッド、オリヴィア・ダボ、カサンドラ・ピーターソン、ダイアン・フランクリン、モリー・リングウォルド、マルティーヌ・ベズウィック、エリオット・グールド、マリナ・サーティス、キャサリン・メアリー・スチュワート、ボー・デレク、ローレン・ランドン、アレックス・ウィンター、ルシンダ・ディッキー、サム・ファーステンバーグ、ジョン・G・アヴィルドセン、トビー・フーパー、ジュスト・ジャカン、フランコ・ゼフィレッリ、他
- 2014年 - キャノンフィルムズ爆走風雲録 （2015/11/14、配給： 東京テアトル、日活）
The Go-Go Boys: The Inside Story of Cannon Films – Golan/Globus
（監督： ヒラ・メダリア、撮影：オデッド・キルマ、製作： アルテ、グローバス・プロダクション・フィルム＆テレビ、アザーアングル・ピクチャーズ、ノア・プロダクション、ラビノヴィッチ・フィルムファンド・シネマプロジェクト、ノウ・プロダクション）
出演： メナハム・ゴーラン、ヨーラン・グローバス、チャック・ノリス、シルヴェスター・スタローン、ジャン＝クロード・ヴァンダム、ジョン・ヴォイト、チャールズ・ブロンソン、マイケル・ダディコフ、ビリー・ドラゴ、イーライ・ロス、アンドレイ・コンチャロフスキー、フランコ・ゼフィレッリ、他
- 2015年 - Chuck Norris vs. Communism. The Hammer and Sickle was No Match for The Vcr
（監督： イリンカ・カルガレアヌ、製作： ヴァーノン・フィルムズ）
『チャック・ノリス vs. 共産主義 - ハンマーと鎌は、VTRには敵わなかった - 』は、1人の女性の声が自由のシンボルに変わることで、何百万ものルーマニア人が残忍な政権を破壊することを可能にした海賊版VHSテープの信じられない話
出演： イリーナ・マルガレータ・ニストル、チャック・ノリス、シルヴェスター・スタローン、ジャン＝クロード・ヴァン・ダム、他

#### 主なTV出演
- 1972年 - 今宵歓楽 Enjoy Yourself Tonaight（1967年 - 1994年、香港TVB、トークショー）
出演： ブルース・リー、チャック・ノリス、ボブ・ウォール
- 1973年 - The Tonight Show Starring Johnny Carson（1962年 - 1992年、NBC、トークショー）出演
- 1983年 - The Meking of “Lone Woif McQuado”（『テキサスSWAT』のメイキング番組）
出演： R・G・アームストロング、ロバート・ベルトラン、ヨーラム・ベンアミ、デビッド・キャラダイン、バーバラ・カレラ、スティーブ・カーバー、シャロン・ファレル、L・Q・ジョーンズ、レオン・アイザック・ケネディ、チャック・ノリス（クレジット順）
- 1986年 - スティーブ・マックイーン / ハリウッドレジェンド3
Steve McQueen: Man on the Edge（スティーブ・マックイーンのドキュメンタリー番組）ナレーター
- 1986年 - Omnibus: The Last Moguls（キャノン・フィルムを取り上げたドキュメンタリー番組、イギリスBBC）
出演： ジュリー・アンドリュース、アラン・ベイツ、ジョン・フランケンハイマー、ヨーラン・グローバス、メナハム・ゴーラン、ノーマン・メイラー、チャック・ノリス、デヴィッド・パットナム、マイケル・ウィナー、フランコ・ゼフィレッリ（アルファベット順）
- 1986年 - The 43rd Annual Golden Globe Awards（第43回ゴールデングローブ賞）プレゼンター
- 1987年 - The Ultimate Stuntman: A Tribute to Dar Robinson（スタントマン、ダル・ロビンソンの特別番組）
ホスト： チャック・ノリス / 出演： ダル・ロビンソン、キャシー・リー・クロスビー、クリント・イーストウッド、メル・ギブソン、ダスティン・ホフマン、ティモシー・ハットン、スティーブ・マックイーン（アーカイブ映像）、バート・レイノルズ、シルヴェスター・スタローン（クレジット順）
- 1989年 - One for the Road（アルコールの乱用に警鐘を鳴らすドキュメンタリー番組）
出演： キャロル・バーネット、C.エヴェレット・クープ博士、チャック・ノリス、ドク・セヴァリンセン、スザンヌ・ソマーズ（アルファベット順）
- 1989年 - The Presidential Inaugurai Gala（ジョージ・H・W・ブッシュ大統領就任記念パーティー特別番組）
出演： ジョージ・H・W・ブッシュ、チャック・ノリス
- 1990年 - The World's Greatest Stunts（スタントマンのドキュメンタリー番組）ナレーター
- 1990年 - Happy Birthday, Bugs!: 50 Looney Years（バックス・バニー誕生50周年を祝うプライムタイムのTVスペシャル、ワーナー・ブラザース・テレビジョン）
出演： ビル・コスビー、モーガン・フェアチャイルド、ウーピー・ゴールドバーグ、ハルク・ホーガン、チャック・ジョーンズ（アニメーション監督）、トミー・ラソーダ、チャック・ノリス、ウィリアム・シャトナー、ジョン・ボイト、ヴァンナ・ホワイト、シンディ・ウィリアムズ、他（アルファベット順）
- 1990年 - Clint, 'The Rookie' & Me（豪華キャストが自身役で織り成すショート・コメディ、ワーナー・ブラザース・ピクチャーズ）
出演： ララ・フリン・ボイル、ソニア・ブラガ、クリント・イーストウッド、ラウル・ジュリア、チャック・ノリス、チャーリー・シーン、トム・スケリット（アルファベット順）
- 1991年 - The Howard Stern Show（1990年 -1993年、WWOR-TVチャンネル9、トークショー）出演
- 1992年 - De tu a tu（1990年 - 1993年、スペインAntena 3 Television、トークショー）出演
- 1992年 - Combat Karate（空手大会の特別番組）出演
- 1993年 - The Howard Stern Interview（1992年 - 1993年、E! Entertainment Television、トークショー）出演
- 1993年 - The Tonight Show with Jay Leno（1992年 - 放送中、NBC、トークショー）出演
- 1993年 - ABC News, Kids in the Crossfire: Violence in America（若年ギャング問題についてのドキュメンタリー）アンカー： ピーター・ジェニング、出演
- 1994年 - Howard Stern（1994年 - 1999年、E! Entertainment Television、トークショー）出演
  - 1995年 出演
  - 1999年 出演
- 1994年 - Survivor Series（WWFプロレス1994サバイバー・シリーズ/恐怖の棺桶マッチ、スペシャル番組）
出演： ブレット・ハート、ボブ・バックランド、ジ・アンダーテイカー、ヨコヅナ、キングコング・バンディ、チャック・ノリス（特別レフリー）、他（クレジット順）
- 1996年 - Walker: Behind the Scenes with TV's Toughest Cop（『炎のテキサス・レンジャー』のメイキング番組）
出演： チャック・ノリス、クラレンス・ギリヤード、トム・ブルーム・クエスト
- 1996年 - Heroes of the Street（特別番組）出演
- 1996年 - The Rosie O'Donnell Show（1996年 - 2002年、NBC、Warner Bros. Television、トークショー）出演
  - 1998年 出演
- 1999年 - The Howard Stern Radio Show（1998年 - 2001年、Eyemark Entertainment、トークショー）出演
- 1999年 - Informal, EI（ハリウッドスターを特集した、スパニッシュ系TVドキュメンタリー番組）
出演： チャック・ノリス、シルヴェスター・スタローン、チャールトン・ヘストン、アントニオ・バンデラス（クレジット順）
- 2001年 - CBS Cares（児童の権利等、CBSプログラムのスターを招き問題提起するプライムタイムの公共番組） 出演
- 2001年 - 2001 ABC World Stunt Awards（ABC、アクション映画のスタントマンを表する特別番組）
ホスト： アレック・ボールドウィン / 出演： グレッグ・ベーレント、ジェイソン・ビッグス、サンドラ・ブロック、ニコラス・ケイジ、ジェームス・キャメロン、ジャッキー・チェン、ラッセル・クロウ、ジョナサン・ハーン（ジャッキー・チェンのダブル）、チャック・ノリス、バート・レイノルズ、アーノルド・シュワルツェネッガー、シャロン・ストーン、ジョン・トラボルタ、ジョン・ウー、他（アルファベット順）
- 2003年 - The Price Is Right Million Dollar Spectacular（2003年 - 放送中、CBS、ゲームショー）
ホストのボブ・バーカーの誕生日を祝うパーティー
ゲスト： ラリー・キング、チャック・ノリス / モデル： クローディア・ジョーダン、ブランディ・シャーウッド、シェーン・スターリング（アルファベット順）
- 2004年 - UFC 46: Supernatural（UFC総合格闘技、Zuffa）
出演： マイケル・バッファー、ランディ・クートゥア、"ビッグ"・ジョン・マッカーシー（レフリー）、チャック・ノリス、シャキール・オニール、ジョー・ローガン、フォレスト・ウィテカー、チャック・ジト、他（アルファベット順）
- 2004年 - Late Night with Conan O'Brien（1993年 - 2009年、NBC、トークショー）出演（ノンクレジット）
- 2004年 - On the Record w/ Greta Van Susteren（2002年 - 放送中、Fox News、トークショー）出演
- 2004年 - The Contender（2005年 - 2007年、NBC、ESPN、ボクサー育成リアリティー番組）
ホスト： シュガー・レイ・レナード、シルヴェスター・スタローン / (第5回)ゲスト： チャック・ノリス、ジェームズ・カーン
- 2006年 - The Big Idea with Donny Deutsch（2004年 - 放送中、CNBC、トークショー）出演
- 2006年 - The Tony Danza Show（2004年 - 2006年、ABC、トークショー）出演
- 2007年 - The O'Reilly Factor（1996年 - 放送中、Fox News、トークショー）出演
- 2008年 - The Live Desk（1996年 - 放送中、Fox News、ニュース番組）アンカー： マーサ・マッカラム、出演
- 2008年 - Glenn Beck（2006年 - 2009年、CNN Headline News、トークショー）出演
- 2008年 - Larry King Live（1985年 - 放送中、CNN、トークショー）出演
- 2009年 - Hannity（2009年 - 放送中、Fox News、トークショー）出演
- 2010年 - Salvados（2008年 - 放送中、スペインEl Terrat、トークショー）出演

### CM出演
- 1990年 - キック・ドラッグ・アウト・オブ・アメリカ（KickStart）／米国 キックスタート・キッズ財団[90]
- 1992年 - ライトガード・スポーツ（Right Guard Sport）／米国 ライトガード[91][92]
- 1993年 - カバノフ航空博物館（Cavanaugh Flight Museum）／米国 テキサス州 カバノフ航空博物館[93]
- 1994年 - ワールド・レスリング・フェデレーション（WWF）／米国 WWF プロモーション[94]
- 1997年 - トータル・ジム （TotalGym）／トータル・ジム・フィットネス社
  - （2006年 - ）共同ホスト： ジーナ・オ'ケリー、クリスティ・ブリンクリー／出演： ウェズリー・スナイプス[95]
  - （2007年 - ）共同ホスト： クリスティ・ブリンクリー／出演： ウェズリー・スナイプス、クルト・トーマス、ジャニアン・ターナー[96]
  - （2009年 - ）共同ホスト： クリスティ・ブリンクリー／出演： ウェズリー・スナイプス、ジャニアン・ターナー、スティーヴ・グッテンバーグ、ジョナサン・ロバーツ、アンナ・トレブンスカヤ、ジーナ・オ'ケリー
  - （2010年 - ）共同ホスト： クリスティ・ブリンクリー、ジーナ・オ'ケリー／出演： ウェズリー・スナイプス、ジャニアン・ターナー、スティーヴ・グッテンバーグ、ジョナサン・ロバーツ、アンナ・トレブンスカヤ、ロザリー・ブラウン、エヴァン・ライサチェク、オリビア・ニュートンジョン、バーバラ・リンクイスト、ケレン・ウィンズロー・ジュニア[97]
- 1998年 - CBS（CBS）／米国 CBS Welcome Home ID[98][66]
- 2006年 - 公立学校・聖書カリキュラム全国協議会（National Council on Bible Curriculum in Public Schools）／米国 NCBCPS[99]
- 2007年 - 公立学校・聖書カリキュラム全国協議会（National Council on Bible Curriculum in Public Schools）／米国 NCBCPS[100]
- 2007年 - マウンテン・デュー（Mountain Dew）／米国 ペプシコ[101][102]
- 2007年 - ホンダ・リッジライン（Honda Ridgeline）／米国 本田技研工業[103]
- 2008年 - ハック・チャック・ファクト（HuckChuckFacts）／マイク・ハッカビー アメリカ合衆国大統領選挙TVCM[104][105]
- 2008年 - 公立学校・聖書カリキュラム全国協議会（National Council on Bible Curriculum in Public Schools）／米国 NCBCPS[106]
- 2008年 - 全米ライフル協会（National Rifle Association）／米国 NRA[107]
- 2010年 - 全米ライフル協会 （National Rifle Association）／米国 NRA[108]
- 2010年 - T-モバイル（T-Mobile）／チェコ共和国 T-Mobile クリスマス・キャンペーン[109][110][111]
- 2011年 - P&G・エラ（P&G Era）／米国 P&G[112][113][114][115][116]
- 2011年 - ワールド・オブ・ウォークラフト（World of Warcraft）／米国 ブリザード・エンターテイメント[117][118]
- 2012年 - ザホドニWBK銀行（Bank Zachodni WBK）／ポーランド共和国 BZ WBK 年間キャンペーン[119]
- 2014年 - 全米ライフル協会（National Rifle Association）／米国 NRA[120]
- 2014年 - NFL第48回スーパーボウル（NFL Super Bowl XLVIII）／米国 FOXスポーツネット／出演： チャック・ノリス、コナン・オブライエン、ジョー・ネイマス、アンディ・サムバーグ、ポール・シェア[121]
- 2014年 - ライブTIM（Live TIM）／ブラジル連邦共和国 TIM Brasil 年間キャンペーン[122][123][124][125]

## 作家活動

### コラム連載
- WorldNetDaily （ワールド・ネット・デイリー）

2006年10月23日（月曜日） - 現在、毎週月曜日に連載中。
- Townhall.com （タウン・ホール・ドットコム）

2007年11月30日（金曜日） - 現在、毎週金曜日に連載中。

## 受賞歴

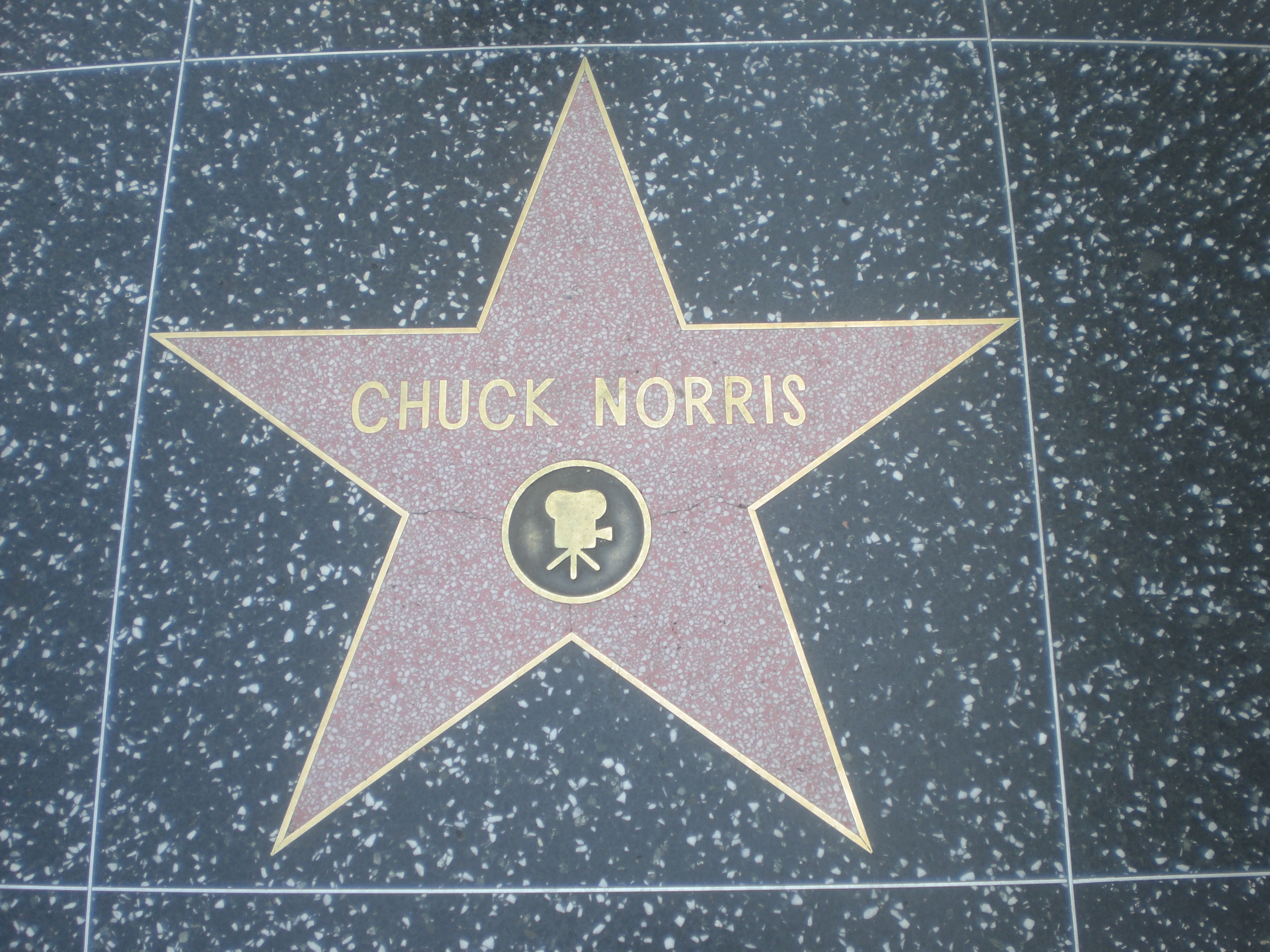
チャック・ノリス ハリウッド・ウォーク・オブ・フェーム- 星型プレート -

### 武道家
- 1964年 - ロスアンゼルス・オールスター・チャンピオンシップ 優勝
- 1964年 - カリフォルニア・ステート・チャンピオンシップ 優勝
- 1965年 - 全米冬季空手選手権大会（サンノゼ） 優勝
- 1966年 - 国際空手選手権大会（ロングビーチ）ミドル級チャンピオン
- 1966年 - 全米冬季空手選手権大会（サンノゼ） 優勝
- 1966年 - 国際空手連盟選手権大会 第1位
- 1967年 - 北米選手権大会（ニューヨーク） 優勝
- 1967年 - 全米選手権大会（ニューヨーク） 優勝
- 1967年 - 全米トーナメント選手権大会（クリーブランド） 優勝
- 1967年 - アメリカン・タンスー道 選手権大会（ワシントンD.C） 優勝
- 1967年 - セントラルヴァレー・チャンピオンシップ（ストックトン.CA） 優勝
- 1967年 - 国際空手選手権大会（ロングビーチ）ミドル級、総合、コリアン・スタイルチャンピオン
- 1967年 - トーナメント・オブ・チャンピオン（ニューヨーク） 優勝
- 1967年 - 全米オープン空手選手権大会（ニューヨーク）軽量級、総合チャンピオン
- 1968年 - U.S選手権大会（ダラス）軽量級チャンピオン
- 1968年 - 全米選手権大会（ニューヨーク） 優勝
- 1968年 - 国際空手選手権大会（ロングビーチ） 総合チャンピオン（殿堂入り）
- 1968年 - 世界プロフェッショナル空手選手権大会（ニューヨーク）ミドル級チャンピオン
- 1968年 - 第2回アメリカン・タンスー道 選手権大会（ワシントンD.C） 優勝
- 1968年 - ハワイU.Sメーランド・コンペティション（ホノルル）メンバー・オブ・チャンピオンチーム
- 1968年 - イースト・コーストVSウエスト・コースト選手権大会（ニューヨーク）メンバー・オブ・チャンピオンチーム
- 1969年 - 世界プロフェッショナル空手選手権大会（ニューヨーク）ミドル級チャンピオン（トリプルクラウン達成）
- 1969年 - 国際空手選手権大会（ロングビーチ）コリアン・スタイルチャンピオン
- 1969年 - ブラックベルトマガジン： ファイター・オブ・ザ・イヤー 受賞
- 1970年 - U.Sチーム選手権大会 メンバー・オブ・チャンピオンチーム
- 1970年 - 世界プロフェッショナル空手選手権大会（ニューヨーク）ミドル級チャンピオン
- 1971年 - 世界プロフェッショナル空手選手権大会（ニューヨーク）ミドル級チャンピオン
- 1972年 - 世界プロフェッショナル空手選手権大会（ニューヨーク）ミドル級チャンピオン
- 1973年 - 世界プロフェッショナル空手選手権大会（ニューヨーク）ミドル級チャンピオン（6年連続優勝、翌年、無敗のまま引退）
- 1975年 - ブラックベルトマガジン： インストラクター・オブ・ザ・イヤー 受賞
- 1977年 - ブラックベルトマガジン： マン・オブ・ザ・イヤー 受賞
- 1979年 - ファイティングスターマガジン： ファイティングスター編集者賞 受賞
- 1997年 - テコンドー機構： 8th degree Black Belt Grand Master 授与（黒帯 8段）
- 1999年 - Burbank Martial Arts History Museum： Martial Arts Hall of Fame 受賞（武道歴史博物館殿堂入り）
- 2000年 - 世界空手ユニオン： Golden Lifetime Achievement Award 受賞（ゴールデン生涯功労賞、殿堂入り）
- 2001年 - Ocean State Grand National Karate Championships：
Ocean State Grand Nationals Hall of Fame 受賞（殿堂入り）
Team of the Century 受賞（original members of the CHUCK NORRIS fighting team: Chuck Norris, Pat Johnson, Howard Jackson, and Bob Wall.）
- 2015年 - 国際ブラジリアン柔術連盟： Third Degree Black Belt 授与（黒帯 3段）[126][127]

### ボートレーサー
- 1991年 - World Off Shore Powerboat選手権 優勝
- 1991年 - 38foot Scarab boat 605miles across the Great Lakes 優勝（世界新記録）

### 俳優・歌手・スタントマン
- 1982年 - ShoWest Convention, USA： Special Award Action Star of the Year 受賞
- 1985年 - Taurus World Stunt Awards： Stuntman of the Year 受賞
- 1989年 - ハリウッド商工会議所： Motion Picture Star on the Walk of Fame 受賞
（ハリウッド殿堂入り）[17]
- 1992年 - ShoWest Convention, USA： Special Award International Box Office Star of the Year 受賞
- 1997年 - Lone Star Film & Television Awards： Special Award Texas Legend 受賞
- 1997年 - BMI Film & Television Awards： BMI TV Music Award 受賞
- 1998年 - Epiphany award： Best Christian Program（Walker: Texas Ranger） 受賞
- 1998年 - BMI Film & Television Awards： BMI TV Music Award 受賞
- 1999年 - Grace Prize: TV Award 受賞（Chuck Norris for "Walker: Texas Ranger"）[128][129]
- 1999年 - TV Guide Awards： Favorite Actor in a Drama ノミネート
- 1999年 - BMI Film & Television Awards： BMI TV Music Award 受賞
（『炎のテキサス・レンジャー』の主題歌により3年連続の受賞）
- 2000年 - メイク・ア・ウィッシュ財団： Celebrity Wish Granter of the Year 受賞
（最も献身的にボランティア活動をした有名人を称える賞）[130]
- 2001年 - Motion Picture&Television Fund： Golden Boot Award 受賞
（エンタテイメント界で最もウエスタン・スタイルの似合う有名人を称える賞）
- 2001年 - アメリカ合衆国退役軍人省財団： Veteran of the Year 受賞
（米空軍副参謀総長 ジョン・ハンディ大将より表彰）[131][132]
- 2007年 - アメリカ国防総省： アメリカ合衆国名誉海兵隊員
（米海兵隊総司令官ジェームズ・コンウェイ大将より表彰）[133][注釈 1]
- 2009年 - ジョージ・ブッシュ大統領・図書館財団： Business Award McLane Leadership 受賞
（ジョージ・H・W・ブッシュ合衆国元大統領より表彰）[134][135]
- 2010年 - アメリカ国務省テキサス州公共安全局・公安委員会： テキサスレンジャー名誉会員
（リック・ペリーテキサス州知事より表彰）[136]
- 2010年 - アシュビル・アクションフェスト映画祭： Lifetime Action Achievement Award 受賞
（アクション生涯功労賞）[137][138][139]
- 2011年 - 7th annual Texas Public Schools Friend of the Year award 受賞 Chuck and Gena Norris
（テキサス公立学校より表彰）
キックスタート・キッズ財団の社会的貢献に対して[140]